# Rioblanco
Rioblanco es un municipio de Colombia, situado en el departamento de Tolima. Limita por el norte con el municipio de Chaparral, por el sur con Planadas, por el este con el municipio de Ataco y por el oeste con el departamento del Valle del Cauca.
El municipio forma parte de la ecorregión macizo colombiano y uno de los ecosistemas estratégicos, vías importantes a nivel nacional integrado por un corredor biológico de gran importancia como lo son los Parques nacionales naturales: Nevado del Huila, Páramo de las Hermosas, Volcán Purace, Laguna Carota. El municipio de Rioblanco encuentra su polo de atracción en la región de Bogotá y Cali, sin embargo su mayor influencia la recibe de los municipios de Chaparral, Planadas, Ataco e Ibagué. 
Rioblanco se encuentra bajo jurisdicción de la Corporación para el Desarrollo y Social CORPES Centro Oriente, la cual tiene jurisdicción en los departamentos de Cundinamarca, Huila, Boyacá y Tolima. Este municipio tiene dos áreas de manejo especial: Parque nacional natural Las Hermosas y parque nacional natural Nevado del Huila.

## Historia[4]

### Poblamiento
Parece que el caucho y la quina fueron el adorno de la selva de la zona de Rioblanco en las postrimerías del siglo pasado. Para los primeros hombres que llegaron a aquellos parajes, en contraste con la riqueza que le significaban tales plantas de gran cotización, acechaba el tigre, el león criollo, el oso, la serpiente etc.
La versión orla recogida de viejos residentes en el pueblo y en lejanas finquitas, sostiene que en 1897 estaban semi-descubiertas las riberas del Río Mendarco, del sitio “El Mesón” hacia la desembocadura del río, en el torrentoso Saldaña. Quienes por allí habitaban alternaban las faenas ordinarias de la agricultura con la explotación del caucho. Pero es importante advertir que aquellos hombres bravos descuajaban montaña tras el señuelo de la quina y del caucho y que, en ningún momento pensaron en radicarse o en fundar un pueblo.
Un día de aquellas remotas épocas, salió de Chaparral una expedición de campesinos integrada por los señores Abraham Caicedo, Marcelino Hernández, Absalón Ramírez y veinte personas más, atraídos por el buen precio que tenía la quina, y rompiendo selva virgen, se adentraron en más de tres años hacia las riveras del Río Blanco, hasta su desembocadura en el Saldaña, explotando paso a paso aquel producto que se daba silvestre y en forma abundante.
Aquellos explotadores del producto y negociantes a la vez, realizaban expediciones que solo duraban mes y medio, tiempo máximo durante el cual les alcanzaban las provisiones; y en ese lapso le arrancaban a la selva ocho o diez arrobas de caucho en bola, que embarcaban en ocasiones en el Saldaña hasta el Ataco donde hallaban compradores del producto. Esta ruta tenía su pro y su contra: menos difícil la travesía pero con más peligro, debido a las fuertes corrientes del agua. En otras ocasiones, no frecuentes lo hacían por caminos peligrosos o trochas, hasta salir a Chaparral u Ortega, donde también había clientela para aquel producto natural.
Por lo peligroso de la montaña, acostumbraban viajar siempre en grupos; por lo regular permanecían al lado de sus mujeres diez días y luego emprendían nuevamente la marcha y la explotación y así por largo periodo, hasta cuando fueron agotando las caucheras.
Como se dijo antes, el afán de los dominadores de la selva era el dinero; ninguno pensó en fundar una finca pues solamente les interesaba abrir trochas que los condujera al codiciado árbol de caucho o a la pequeña planta de quina.
Aquellos hombres de quienes solo se mencionaba a los tres hermanos Caicedo, desafiaron la naturaleza exponiendo sus vidas en forma permanente a las fieras que los asediaban: el tigre, el león criollo, el oso, la serpiente y otros bichos de menor peligrosidad, fueron siempre sus enemigos pero con valentía y coraje se abrieron paso.

### Colonizadores
Con espíritu de colonizador avanzaron por un sendero angosto, varios hombres, Francisco Hernández, Acisclo Vargas, Pablo oliveros y Fermín Reinoso. Aquella ruta ya había sido trajinada por los tres hermanos Caicedo, únicos apellidos que sobreviven del grupo de caucheros que, como se mencionó antes, hacia finales del siglo pasado anduvieron por el sur del Tolima pero sin ningún interés de fundadores, tan solo por explotar la quina y el caucho. Esos mismo aventureros desde Ortega, venían cargados de sal, panela, espermas, jabón, fósforos y otros artículos, hombres corajudos que transitaban las trochas y regresaban a los 30 días de constante trabajo en la selva, con bultos de ocho arrobas de peso a la espalda y que no eran otra cosa que bolas de caucho que tenían magnífico mercado. De aquellos personajes, algunos sentaron pie firme, se establecieron a las márgenes norte y sur de un Río, los señores Nicolás Quiroga y Jorge Pérez, quienes de común acuerdo establecieron de límite y lindero arcifinio, el río. Después de descuajar montaña sembraron cultivos de maíz, yuca y plátano, formando igualmente potreros de animales que no tardaron en aparecer. Todo lo anterior ocurría antes de la Guerra de los Mil Días.
Las casas fueron construidas en zancos para dormir en el zarzo, debido al peligro de las fieras que abundaban por entonces.
De 1899 a 1900 y por las mismas trochas abiertas, penetraron con el deseo de fundar parcelas los Señores Filomeno Campos, Rufino Aguiar, Eugenio Mendoza, Silverio Hernández (hermano de Francisco), y otros, quienes se sumaron a los que ya estaban instalados en las riveras del río y buscaron la manera de organizar su forma de vida, de manera estable, fue el decir general que muchos de aquellos hombres intervinieron en la guerra civil y fueron a dar a tan lejanos parajes con el deseo de buscar la paz y un lugar para forjar riquezas para la patria.
Con el correr de los años y al prosperar el caserío, aparecen nuevos nombres: Epifanio Reinoso, Patrocinio Suárez a quienes se sumó de visita el Sacerdote Heliodoro Perdomo. Este levita entusiasta y buen colonizador solicitó los servicios de los vecinos Julio Páez Evangelista Nieto, Vicente Lozano y otros, se demarcó la población, conformando las calles y señalándose el sitio para la parroquia, que donó don Jorge Pérez, en la margen del río, costado sur; donación que hizo en una especie de asamblea general de moradores.

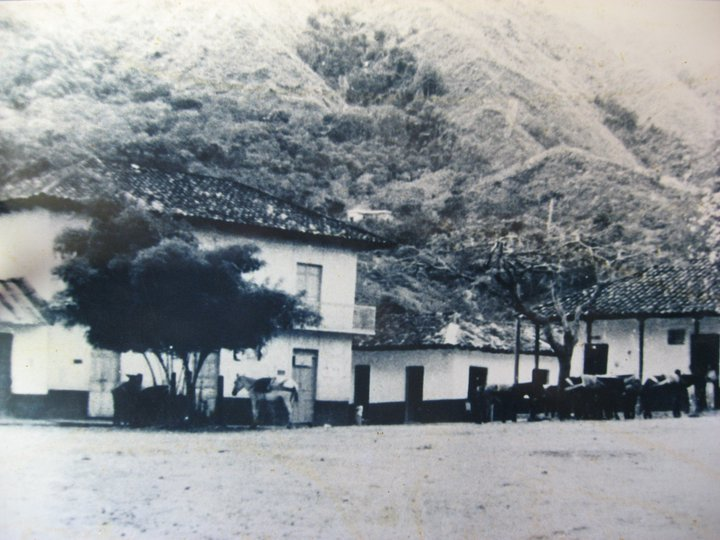
Plaza Mayor de Rioblanco en 1954. El edificio tras el arbusto es lo que aún se denomina Alcaldía Municipal.

### Las primeras construcciones
Las primeras habitaciones, sin contar con las de los dos primeros colonizadores Nicolás Quiroga y Jorge Pérez, fueron las de Epifanía Reinoso, hermana de Nicolás y luego fueron las de los hermanos Cárdenas, Narciso, Martín y Nicolás, quienes emprendieron una decidida campaña para conseguir la afluencia de nuevos moradores. Las primeras semillas de Café Borbón las trajo a la región Jorge Pérez,  y como la tierra era tan fértil, todos los demás procedieron a sembrarla y de esa manera surgieron los grandes cafetales como lo fueron Relator, Las Brisas, Buenavista, El Estuche y otras fincas ganaderas, con yegüerizos y enormes crías de Cerdos.
Las Brisas fue de propiedad de Juan de la Cruz Vidales y llegó a producir más de 300 cargas por cosecha de café pergamino; estaba localizada a 25 minutos del poblado. 
Por esta misma fecha el agricultor Gabino Pérez, fundó un establecimiento de caña de azúcar e introdujo el primer trapiche de tracción animal y por los resultados obtenidos, muchos otros campesinos sembraron grandes extensiones de este mismo producto, lo cual fue acrecentando el rendimiento, tanto que no se consumía toda la panela que se producía.

### La primera autoridad
Los hermanos Cárdenas comenzaron a desplegar actividad para que se designara la primera autoridad, debido a que siempre se presentaban desórdenes por el desmedido consumo de alcohol que vendía el estanquero oficial Rafael Rojas y de contrabando el antioqueño Elías Ramírez.
El primer comisario mayor, nombrado por los vecinos con anuencia de la Autoridad Municipal de Chaparral, fue Martín cárdenas, quien se asesoró de diez comisarios menores, que hacían cumplir la ley en la región; es de anotar que estos cargos eran de ad-honorem pero se cambiaban cada seis meses; el símbolo de su autoridad era una simple vara que portaban y que los identificaban ante todos mereciéndoles respeto.
El primer corregidor nombrado por las Autoridades Chaparralunas fue José Nicomedes Mafla, persona ampliamente conocida por los habitantes, su dinamismo lo llevó a organizar el orden administrativo del caserío y sus primeros decretos fueron promulgados a la ciudadanía por medio de bando sobre una piedra se hallaba en el marco de la plaza, de un tamaño desproporcionado, pero plana en su parte superior, circunstancia que aprovechaba el cura como púlpito para dirigirse a la feligresía, también de tribuna para los discursos políticos.

#### Inspección de Policía
Por ordenanza de la  Asamblea fue creada la Inspección de Policía de Rioblanco recayendo el nombramiento en el ilustre hijo del caserío Justino Quiroga, gran dirigente político y cívico, reemplazándolo año después y por querer de los pobladores por Tiberio Vidales.
A Vidales le siguieron otros. Logró la construcción de dos escuelas, una para varones y otra para niñas, que eran visitadas por el párroco de Chaparral, una vez al año coincidiendo aquella con la celebración de la fiesta de María Auxiliadora, cuando todos los moradores daban sus limosnas.
El empuje de salida de los productos que se daban en la región, forzaba las distancias. Ganados vacunos y porcinos eran conducidos a Chaparral, y Ortega y las recuas de mulas guiadas por arrieros de gran pericia por penosos caminos transportaban cargas de café que luego sería embarcado rumbo al exterior.

### Ordenanza 11 de 1948
Hay quienes sostienen la tesis que no se debe emplear la palabra desmembración del municipio, sino hablarse de separación. Porque la primera por razón de costumbre es interpretada como razón y consecuencia de un abandono.
Para Gustavo Reinoso hubo separación porque surgió la inquietud y Chaparral convino en que el municipio era demasiado grande y lo más conveniente era dividirlo. Para el señor Alejandro Buenaventura Suárez, quien entró a Rioblanco en 1930 cuando el corregidor era Tiberio Vidales, Chaparral tenía abandonado el corregimiento; todos los impuestos tan solo para pagar su propia burocracia y no se le prestaba atención ni al arreglo de los caminos. Con ese argumento  Armando Siachoque Álvarez, político quien quería asistir a la Asamblea, consiguió los votos necesarios y presentó finalmente el proyecto de ordenanza que no tuvo resistencia.
La junta Pro-Municipio estaba integrada por  Adolfo álzate, Gregorio Quintero, José Joaquín Vidales, Cruz Bonilla, Eliseo Buenaventura y los Hermanos Ciro y Luis Cárdenas. Para Elegir el diputado en 1947 la movilización política fue intensa. Hubo 1500 votos liberales a favor de Jorge Eliecer Gaitán. Ignacio Alvira envió para la campaña la suma de tres mil pesos y por todos los medios hicieron arrimar las mesas de votación a los electores.
El señor Tiberio Vega fue quien se prestó para recorrer toda la región de Puerto Saldaña, Herrera y veredas circunvecinas, para recorrer firmas adictas a la desmembración de Rioblanco del territorio de Chaparral.
Como se dijo antes, Gustavo Reinoso insistió en que no hubo desmembración y antes por el contrario, confidencialmente se les consultó a los jefes de vereda que opinión tenían del paso que se proponía dar Rioblanco, y la respuesta fue afirmativa, entre otras cosas porque causa de su atraso era el factor catastral debido a que las fincas estaban avaluadas a menos precio, y convertido en municipio era más factible exigir la implantación de la oficina respectiva para los re-avalúos justos.
A comienzos de 1948, en plena campaña gaitanista, pues todo el sur seguía las ideas del mártir de la democracia, asesinado el 9 de abril de aquel año, llegó a la población el señor Ismael Piña Hernández, diputado por el municipio de Natagaima, quien trato también sobre el tema de la separación; argumentaba que a chaparral le quedaba difícil prestar atención a los problemas que agobiaban al corregimiento. La iniciativa fue tomada en serio por los habitantes quienes decidieron hacer una reunión de las personas más influyentes del poblado, en casa del señor Froilán Díaz.
Antonio J. Marín, integrante de la Junta de Gobierno Municipal que luego funcionaría, se reunió con Carlos Suárez, Tiberio Vega, Luis y Ciro Cárdenas, Cesáreo Grajales, Eliseo Buenaventura y otros, quienes lo designaron organizador para llevar adelante tan importante iniciativa. La estrategia se planeó así; presentaría el proyecto ante la Honorable Asamblea el diputado Ismael Piña Hernández pero contando con la asesoría del señor Armando Siachoque.
Los debates en la duma fueron agitados. Inicialmente el proyecto tuvo oposición por parte del dirigente conservador Gregorio Quintero quien contó con la asesoría del secretario de gobierno departamental doctor Francisco González Torres. Las cosas se complicaron porque la bancada conservadora cerró filas contra Rioblanco porque se trataba de un poblado completamente liberal. Por fin pasó con la medida reglamentaria y demoró en la mesa del gobernador teniente coronel Hernando Herrera, pero una vez sancionado, lo bautizaron como el proyecto relámpago.
El nuevo municipio quedó con el área de 1.136 kilómetros cuadrados y como los tres debates fueron rápidos, se le bautizó “relámpago” lleva el número 11 de 1948. La Junta Municipal de Gobierno designada enseguida y por medio de elecciones se eligió el primer concejo, integrado por  Gregorio Quintero y Antonio Marín, principales y como suplentes, Estanislao Gómez y Justino Quiroga, el cabildo se instaló pero sesionó por pocas semanas porque sobrevino La Violencia.

## Geografía

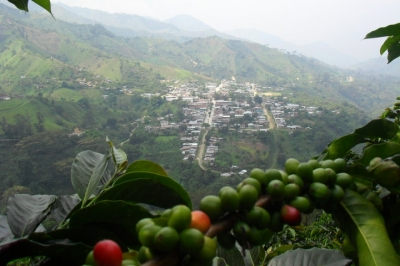
Vista del Centro poblado Herrera desde la vereda Cristales.

El municipio de Rioblanco tiene un área total de 2.120 kilómetros cuadrados distribuidos así:
Área Urbana: 0,38 km² 
Área Rural:  1432,62km² 
Área Total: 1433 km²

### Límites
| Noroeste: Buga y El Cerrito ( Valle del Cauca) Parque Nacional Natural Las Hermosas | Norte: Chaparral (Tolima)   | Nordeste: Chaparral                                 |
| Oeste: Palmira Parque Nacional Natural Las Hermosas y Pradera ( Valle del Cauca)    |                             | Este: Chaparral (Río Mendarco), Ataco (Río Saldaña) |
| Suroeste: Florida ( Valle del Cauca) y Miranda ( Cauca)                             | Sur: Planadas (Río Saldaña) | Sureste: Planadas (Río Saldaña)                     |

## División Político-Administrativa
Además de su Cabecera municipal. Rioblanco tiene bajo su jurisdicción los centros poblados: 
- Gaitán
- Herrera
- Juntas
- Maracaibo
- Quebradón
- Palonegro
- Puerto Saldaña

### Veredas

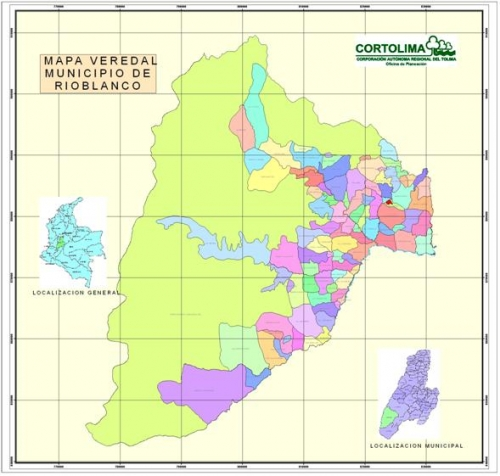
Veredas del Municipio Rioblanco.

El municipio tiene constituido las siguientes veredas: 
Albania, Alpes, Altagracia, Arabia, Aurora, Alto Bonito, Alto Palmichal, Alfonso Carrillo, Ángeles, Agarre, Argentina, Barbacoas, Bejuqueros, Belalcázar, Bella vista, Betania, Bocas de Rioblanco, Boquerón, Bosque, Brecha, Buena Vista, Buenos Aires, Cambrín, Campoalegre, Campohermoso, Canelo, Castillo, Cauchos, Catalina, Cedral, Cristales, Cristalina, Cruz Verde, Cumbre, Chele, Danubio, Darién, Delicias, Diamante, Duda, Esmeralda, Espejo, Esmeralda, Espejo, Esperanza, Floresta, Fundadores, Gallera, Guadaleja, Guayabos, Horizonte, Irlanda, Laguna, La Palma, Las Palmas, La Pradera, Legía,  Limones, Lindoza, Lirios, Manzanares, Marmaja, Marmajita, Mercedes, Mesa de Palmichal, Mirlas, Naranjos, Ocasión, Palmaseca, Placer, Porfía, Porvenir, Primavera, Quebradón, Reina, Relator, Río Negro, Río Verde, San Francisco, San Isidro, San Jorge, San José, Lindoza, San Mateo, San Miguel, Santafé, Tolima, Topacio, Triunfo, Unión, Uribe, Vergel, Verbena, Vista Hermosa, Yarumales.

## Población
El municipio de Rioblanco se distribuye poblacionalmente de la siguiente manera, de acuerdo a los indicadores aportados por el DANE (Departamento Administrativo Nacional de Estadística) según el censo realizado en el año 2005;
El municipio cuenta con una densidad poblacional equivalente a 22,29 (hab/Km²)
Número de habitantes Cabecera Municipal: 4557
Número de habitantes Zona Rural: 20537
Total número de habitantes: 25094
Distribución de la población por grupos etarios
| Rangos de edad | >1 año | 1-4   | 5-14  | 15-44 | 45-59 | >60  |
| -------------- | ------ | ----- | ----- | ----- | ----- | ---- |
| Total por edad | 1556   | 2836  | 4718  | 11593 | 3237  | 1154 |
| Porcentaje     | 6,20   | 11,30 | 18,80 | 46,20 | 12,90 | 4,60 |

Distribución por sexo
| Género           | Femenino | Masculino |
| ---------------- | -------- | --------- |
| Total por género | 11669    | 13425     |
| Porcentaje       | 46,5     | 53,5      |

## Características Climatológicas
En el municipio de Rioblanco, se puede disfrutar de quince (15) provincias climáticas, situación resultante debido a la gran variedad altitudinal, paisajística y en particular, el grado de humedad, se clasifican de la siguiente manera:

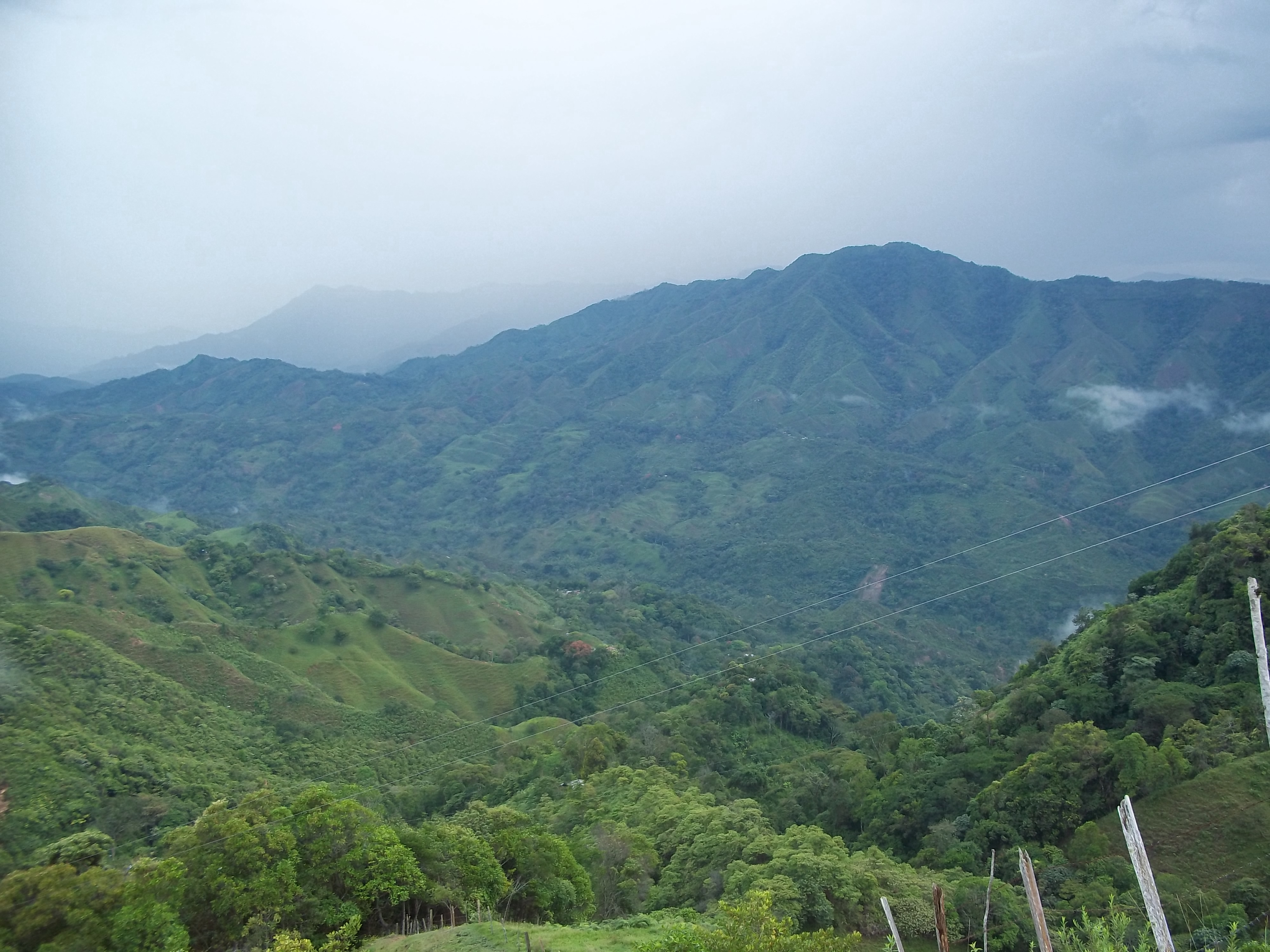
Panorámica de la vereda Cruz Verde, desde este punto se puede observar parte de la variedad latitudinal y paisajista del municipio de Rioblanco

Páramo Alto Superhúmedo (PASH) Se determina a partir de la cota 3.700 metros sobre el nivel del mar hasta los 4200 con temperaturas menores de 7 °C. Esta zona incluye el parque nacional natural Las Hermosas.
Páramo Alto Húmedo (PAH) Al igual que la provincia climática anterior, se determina a partir de la cota 3.700 metros sobre el nivel del mar hasta los 4200, pero con un índice de humedad inferior e igualmente temperaturas menores a 7 °C. Esta zona incluye el parque nacional natural Las Hermosas.
Páramo Bajo Superhúmedo (PBSH) Se caracteriza por encontrarse entre los 3.200 y 3.700 metros sobre el nivel del mar, con temperaturas entre 7 y 12 °C. Determina la vereda Campoalegre y el parque nacional natural Las Hermosas.
Páramo Bajo Húmedo (PBH) Se considera una provincia climática de páramo bajo por encontrarse entre los 3.200 y 3.700 m.s.n.m con precipitaciones menores al clima anterior; comprende la vereda Campoalegre y el parque nacional natural Las Hermosas.
Clima frío Súper Húmedo (FSH) Esta provincia climática se inicia en 2000 m.s.n.m y llega hasta 3.200, con temperaturas entre 12 y 17 °C. incluye las veredas Legía, Alfonso Carrillo, Rioverde, Catalina, La Palma, Alto Rioverde, Gaitán y el centro poblado Herrera.
Clima Frío Húmedo (FH) Es característico de los pisos térmicos que van desde los 2.000 m.s.n.m hasta los 3.200, con una precipitación menor al anterior clima, dentro de este clima se ubican las veredas, San Miguel, La Conquista y Tolima.
Clima frío Semihúmedo (Fsh) Básicamente se incluye en el mismo piso térmico del anterior a diferencia de los promedios de precipitación son más bajos y un rango entre 12 °C y 17 °C, dentro de éste clima se determina las Veredas; Los Guayabos, La Palma, Los Ángeles, Barbacoas y El Agarre.
Clima frío semiárido (Fsa) Básicamente se incluye en el mismo piso térmico de los dos anteriores a diferencia de los promedios de precipitación son más bajos, dentro de éste clima se destacan las veredas; Delicias y Altagracia.
Clima Templado Superhúmedo (TSH) El piso térmico templado se ubica de la altura de 1000 á 2000 metros sobre el nivel del mar, con temperaturas entre 17.5° y 24 °C; se incluyen las veredas; San Francisco, Darién y Triunfo.
Clima Templado Húmedo (TH)  El piso térmico templado se ubica de la altura 1000 á 2000 metros sobre el nivel del mar con un índice de humedad menor al anterior clima, comprende las veredas; Uribe, Vista Hermosa, Bosque, Florida, Danubio, Castillo, Esmeralda, Maracaibo, Rionegro, Guadaleja, Tolima, Duda y Santafé.
Clima Templado Semihúmedo (Tsh)  El piso térmico templado se ubica de la altura 1000 á 2000 metros sobre el nivel del mar, incluye las veredas; Marmaja, Marmajita, Chele, San Jorge, Porvenir, Quebradón y Manzanares.
Clima Templado Semiárido (Tsa)  El piso térmico templado se ubica de la altura 1000 á 2000 metros sobre el nivel del mar con un índice de humedad menor a los anteriores climas, incluye las veredas; Alto Palmichal, Irlanda, Altagracia y La Unión.
Clima Cálido Húmedo (CH)  El clima cálido se determina por encontrarse entre el nivel del mar y los 1000 metros, con temperaturas mayores a 24 °C, se clasifican entre este las veredas; Darién, Vergel y Puerto Saldaña.
Clima Cálido Semihúmedo (Csh)  El clima cálido se determina a partir del nivel del mar hasta los 1000 metros sobre este, con temperaturas sobre los 24 °C, se clasifican las veredas; Argentina, Bocas de Rioblanco, Betania, el Canelo y el Casco Urbano.
Clima Cálido Semiárido (Csa)  El clima cálido se define al igual que el anterior entre el nivel del mar y los 1000 metros sobre este, con temperaturas superiores a 24 °C; se clasifican en este las veredas; Mesa de Palmichal, Belalcázar, Cruz Verde y Arabia.

## Hidrografía
El Municipio de Rioblanco es uno de los más ricos en agua del departamento su red hídrica está conformada por las subcuencas de los ríos Anamichú, Mendarco, Cambrín y Hereje, los cuales son tributarios importantes del Río Saldaña. 

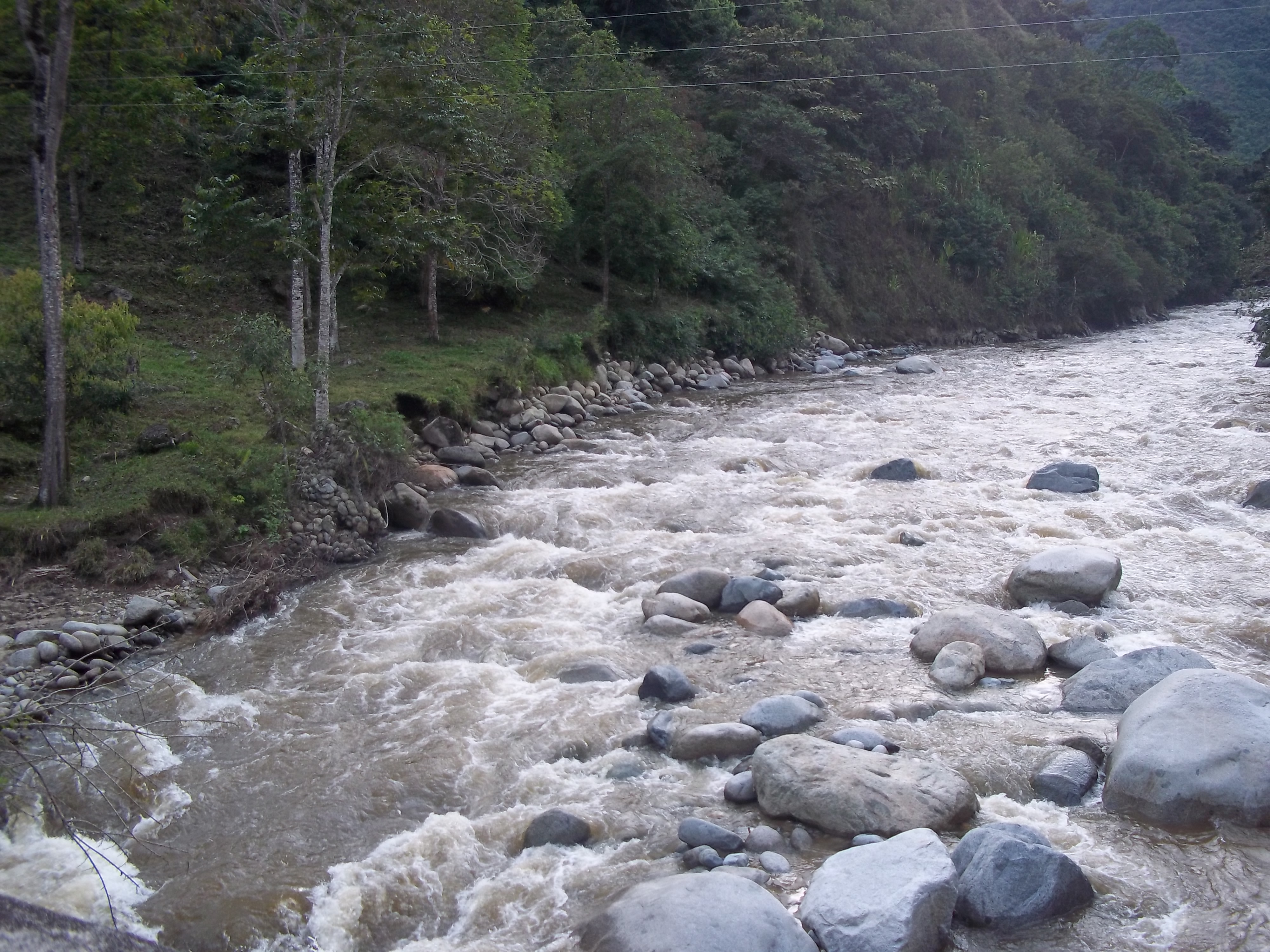
La Subcuenca del río Cambrín tiene un área de 65.148 ha, su cauce principal nace en las estribaciones más elevadas de la cordillera central, en el páramo del Brillante a 3.800 aproximadamente, tiene una longitud de 46 km y desemboca al río Saldaña, cerca al caserío del mismo nombre en el Municipio de Rioblanco.

Este último río sirve de límite entre los Municipio de Planadas y Rioblanco, nace en el Páramo de Santo Domingo a una altura aproximada de 3.900 m s. n. m. desemboca en el río Magdalena a una altitud de 285 m s. n. m.; su cauce principal tiene una longitud de 222,5 km, con una pendiente media superficial de 3,79 % y una pendiente racional de 0.54%, en todo su recorrido recibe 62 afluentes. 

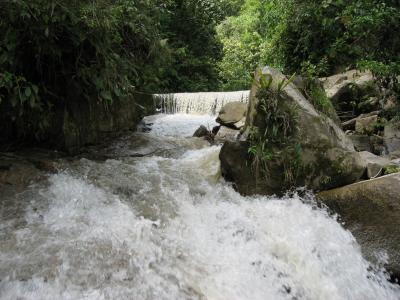
La Quebrada La Florida nace en las estribaciones boscosas de la Vereda San Jorge de la Cordillera Central, y desemboca en el Río Rioblanco, abarcando como cuenca hidrográfica 30 ha y una longitud de 1,5 km. Su principal función es la de consumo humano y uso doméstico, especialmente de la vereda San Jorge.

### Subcuenca del Río Anamichú
El Río Anamichu nace en las estribaciones del Páramo de las Hermosas de la Cordillera Central, y desemboca al Río Saldaña, abarcando como cuenca hidrográfica de 75.825 Hectáreas y una longitud de 52,6 km. Su principal función es la de suministrar agua para consumo humano, uso doméstico, uso agrícola y pecuario, especialmente de la vereda Bocas de Rioblanco. 
Sus afluentes son los ríos Verde, negro, San José, Quebradón y las Quebradas Catalina, Borrascosas, Tolima, Yarumal, Ilusión, el Caucho, La Florida, San Mateo, La Mitaca, La Bardano, Maraveles, El Vergel, La Estación, y la Pedregosa. 

#### Río Rioblanco
El Río Rioblanco nace en las estribaciones del Páramo de las Hermosas de la Cordillera Central, y desemboca al Río Anamichu para luego desembocar al Río Saldaña, abarcando como cuenca hidrográfica 8.750 Hectáreas y una longitud de 60 km. Su principal función es la de suministrar agua para uso agrícola y pecuario de su cuenca, receptor de las aguas residuales domésticas del municipio de Rioblanco.
Quebrada Chele La Quebrada Chele nace en las estribaciones boscosas de la Vereda El Duda de la Cordillera Central, y desemboca al Río Rioblanco, abarcando como cuenca hidrográfica 50 Hectáreas y una longitud de 4 km. Su principal función es la de consumo humano y uso doméstico, especialmente de la vereda Chele.
Quebrada El Duda La Quebrada El Duda nace en las estribaciones boscosas de la Vereda El Duda de la Cordillera Central, y desemboca en la Quebrada Chele, abarcando como cuenca hidrográfica 325 Hectáreas y una longitud de 2,5 km y su principal función es la de consumo humano y uso doméstico, especialmente de la vereda El Duda. 
Quebrada La Florida La Quebrada La Florida nace en las estribaciones boscosas de la Vereda San Jorge de la Cordillera Central, y desemboca en el Río Rioblanco, abarcando como cuenca hidrográfica 30 Hectáreas y una longitud de 1,5 km y su principal función es la de consumo humano y uso doméstico, especialmente de la vereda San Jorge. 
Quebrada El Quebradón La Quebrada El quebradon nace en las estribaciones del Páramo de las Hermosas de la Cordillera Central y desemboca en el Río Rioblanco, abarcando como cuenca hidrográfica 1.106 ha y una longitud de 25 km y su principal función es la de consumo humano y uso doméstico y agrícola, especialmente de la vereda Quebradon. 
Quebrada El Arrastradero La Quebrada Arrastradero nace en las estribaciones boscosas de la vereda Boquerón, estribaciones de la Cordillera Central y desemboca en el Río Rioblanco, abarcando como cuenca hidrográfica 45 ha y una longitud de 1,5 km y su principal función es la de uso minero, explotación de arena, especialmente del Barrio San José del municipio de Rioblanco. 
Quebrada Arenosa La Quebrada La Arenosa nace en las estribaciones boscosas del Cerro Rusio de la vereda Gaitán, estribaciones de la Cordillera Central y desemboca en el Río Verde, abarcando como cuenca hidrográfica 300 Hectáreas y una longitud de 10 km. Su principal función es de consumo humano, doméstico y agrícola, especialmente de los habitantes de la vereda Gaitán y cuenca del Río Anamichu.

### Subcuenca del Río Mendarco
Nace en la zona de media ladera de la cordillera Central a una altura aproximada de 1000 m s. n. m. tiene una longitud de 35 km, hasta su desembocadura y sirve de límite entre los Municipios de chaparral y Rioblanco. El área de influencia de esta subcuenca en el Municipio de Rioblanco es de 7.574 ha, sus afluentes son las Quebradas Palmichal, el Pital, La Tigrera, Aguablanca, los Ahogados, La Congoja, La Mina, Mendarco y El Grillo.

### Subcuenca del Río Cambrín
La Subcuenca del río Cambrín tiene un área de 65.148 ha, su cauce principal nace en las estribaciones más elevadas de la cordillera central, en el páramo del Brillante a 3.800 m s. n. m. aproximadamente, tiene una longitud de 46 km y desemboca al río Saldaña, cerca al caserío del mismo nombre en el Municipio de Rioblanco. Sus Afluentes son el Río Negro y las quebradas el Bosque, Borrascosa, Esmeralda, Las Pavas, El Tabor, las Arrugas, La Chorrera, La Laguna, La Soledad, La Ocasión, Costa Rica, La Aurora, Maracaibo y Campo Alegre. 
Su principal función es la de suministrar agua para consumo humano, uso doméstico, uso agrícola y pecuario especialmente la vereda Cambrín. 

### Subcuenca del Río Hereje
Nace en la laguna del meridiano a estribaciones del Páramo de Las Hermosas. 
Es el primer afluente por la margen izquierda del río Saldaña, tiene la subcuenca del río Hereje un área total de 19.480 hectáreas, posee una longitud de 46 km una pendiente media de 6.21% y racional de 5.12%; desemboca frente al centro poblado Herrera. 
Sus afluentes principales son: Las Quebradas El Quebradón, Agua dulce, La Italia, la Secreta, Las Mercedes, Bejuqueros, Holanda, El Venao, Las Delicias, la Albania, El Purgatorio, El Triunfo, y El Auxilio. 
Existen otros importantes sistemas hídricos como son las quebradas La Lindosa, El Borugo, Barbacoas, El Agarre, Pilones, La Golondrina, Mal paso, La Tigrera, El Cafetal, La Sardina, El Placer, La Cascada, La Pradera, El, Topacio, y las Mirlas. 
La Cabecera Municipal de Rioblanco surte su acueducto con las aguas del Río Quebradón y la quebrada El Duda. 
Quebrada Juan Panochas La Quebrada Juan Panochas nace en las estribaciones boscosas de la Vereda Palma Seca, estribaciones de la Cordillera Central y desemboca en el Saldaña, abarcando como cuenca hidrográfica 40 ha y una longitud de 1 km. Su principal función es de consumo humano, doméstico y agrícola, especialmente de los habitantes del corregimiento de Puerto Saldaña. 
Quebrada Los Guayabos La Quebrada Los Guayabos nace en las estribaciones boscosas de la Vereda Palma Seca, estribaciones de la Cordillera Central y desemboca en el Saldaña, abarcando como cuenca hidrográfica 500 hectáreas y una longitud de 1,1 km. Su principal función es de consumo humano, doméstico y agropecuario, especialmente de los habitantes de la vereda Los Guayabos y el centro poblado Herrera. 
Quebrada El Borugo La Quebrada El Borugo nace en las estribaciones boscosas de la Vereda Palma Seca, estribaciones de la Cordillera Central y desemboca en el Saldaña, abarcando como cuenca hidrográfica de 1200 ha y una longitud de 10 km. Su principal función es de consumo humano, doméstico y agropecuario, especialmente de los habitantes de la vereda Palonegro. 
Quebrada Italia La Quebrada La Italia nace en las estribaciones boscosas del centro poblado Herrera, estribaciones de la Cordillera Central y desemboca en el Río Hereje, abarcando como cuenca hidrográfica 482 hectáreas y una longitud de 8 km. Su principal función es de uso agropecuario y explotación de arena, especialmente de los habitantes del corregimiento de Herrera.

## Ecología

### Flora
La información de flora, se extrajo del estudio denominado “Inventario del Sur del Tolima” realizado por Cortolima para el municipio de Rioblanco, elaborado en 1995 y cuya información se consigna a continuación de algunas de las especies forestales más valiosas de la región, bien sea desde el punto de vista económico, protector, medicinal y/o alimenticio. 

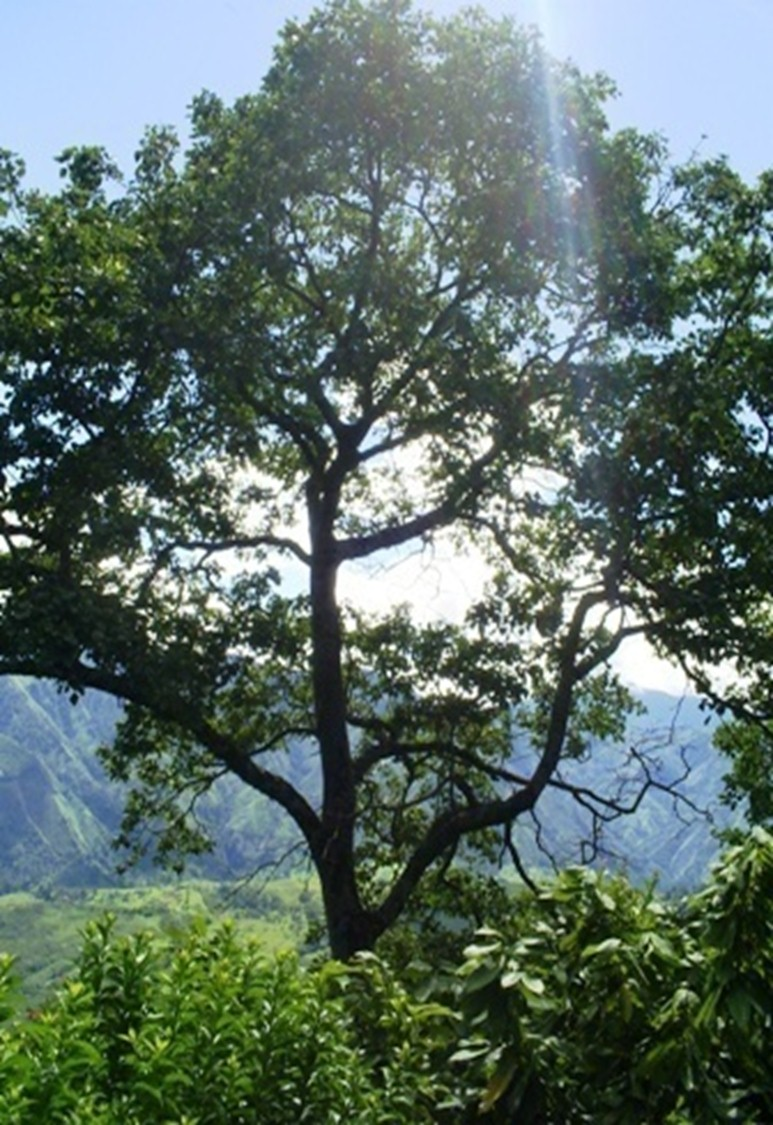
Cambulo Nombre Científico: Erythrina poeppigiana familia: Fabaceae uso: ornamental, protección de nacimientos de agua

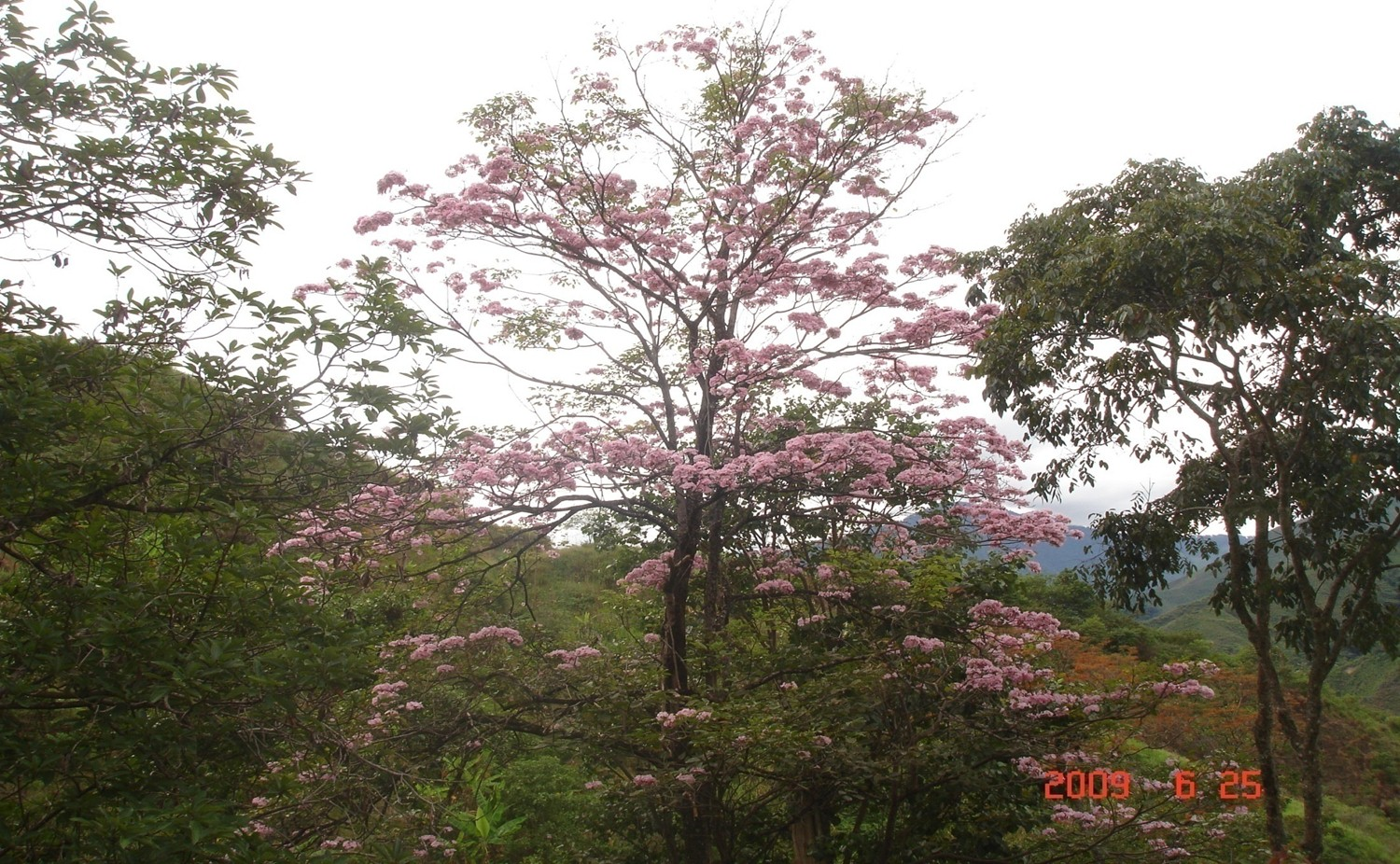
Flor Morado Nombre Científico: Tabebuia rosea Familia: Bignoniaceae Uso: maderable, ornamental y medicinal en diabetes, paludismo y parásitos.

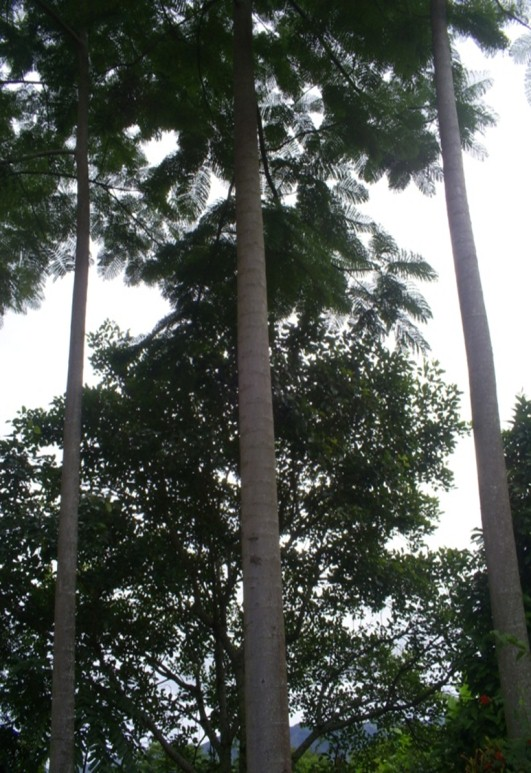
Tambor Nombre Científico: Schizolobium parahyba Familia: Cesalpiniacea Uso: fijación de nitrógeno

Anón de monte (Anona sp) Tiene propiedades medicinales, es maderable y alimenticio. Su madera se emplea para sostener redes de pescar y en cordelería gracias a su poco peso. En medicina ha demostrado tener propiedades curativas en casos de cáncer, úlceras y tumores malignos, cefalalia y desintería, diarreas en los niños, erupciones en la piel y mordeduras de serpiente; su fruto es de valor alimenticio. 
Aliso (Alnus jorullensis) Tiene propiedades maderables y de protección; su madera es fina y se emplea en ebanistería, construcción para elaboración de madera contra chapada y es adecuada para la producción de fósforos y cajas; la madera la usan los campesinos para combustible, (leña y carbón), estacones para cercas y madera rolliza. Es una especie de mucha utilidad en la protección de hoyas hidrográficas y mejoradora de suelos ya que posee la capacidad de absorber el nitrógeno del aire por las bacterias nitrificantes que se encuentran en sus raíces y se cree que el mayor contenido de nitrógeno lo poseen las hojas, por consiguiente, se podría combinar el cultivo de esta especie con pastos. 
Riñón (Brunellia comocladifolia) Posee valor medicinal y alimenticio. En medicina sus hojas pueden ser preparadas en forma de té, para aliviar dolores del cuerpo provocados por la fiebre. 
Cedrillo (Guarea kunthiana) Propiedad medicinal, maderable y protectora; su madera se emplea en construcción de puentes, polines, postes, empaques, pisos, cabos de herramientas, remos, canaletes, durmientes de ferrocarril, ebanistería, instrumentos musicales, etc. Se emplea también en plantaciones de café como sombrío y puede ser utilizada como especie pionera para la reforestación. En medicina las hojas son empleadas como desinfectante y emoliente en casos de heridas y golpes; también como cataplasma colocado sobre la parte afectada. 
Quimulá (Laplacea floribunda) Tiene propiedad medicinal, es maderable y protector; produce una excelente madera estructural; se emplea en ebanistería y para la elaboración de artículos tallados. En medicina, tanto su corteza como sus hojas, se usan en cocción para el reumatismo articular y antiespasmódicos.
Amarillo (Aniba sp) Tiene propiedad medicinal; se emplea la corteza de la raíz como purgante drástico; el látex para calmar el dolor de muela y caries; las flores para el herpes, gonorrea y llagas venéreas; la corteza para aliviar la diarrea y como antiblenorrágico. 
Cabuyo (eschweilera antioquensis) Posee propiedades medicinales, es maderable y alimenticio; es empleado en la medicina como remedio asmático, diurético y laxante; la savia tiene propiedades desinfectantes y puede ser ingerida para contrarrestar el crecimiento de bacterias putrefactas en el estómago e intestinos.
Lechoso (Brosimum utile) Posee propiedad maderable, protector y medicinal; pedacitos de tallos descortezado en infusiones, es empleado contra las infecciones en los ojos; su fruto es comestible pero actúa como purgante. 
Guacharaco (Cupania americana) Es medicinal, maderable y alimenticio; su madera es olorosa y durable cuando están en lugares secos; estudios realizados demuestran que su fruto produce una resina líquida, amarilla y aceitosa que llaman aceite de sasafrás, el cual es empleado en medicina para el tratamiento de la sífilis, úlceras, granos, hinchazones y dolor de cabeza; el fruto es comestible.
Sangregao (Crotón leptostachyus) Tiene propiedad medicinal, su corteza es espesa, granulosa, aromática, estimulante, tónica, empleada para cólicos. 
Pedro Hernández (Toxicodendron sp) Especie venenosa, cuyas emanaciones producen irritaciones en la piel; aún no se ha estudiado satisfactoriamente, ni desde el punto de vista botánico, ni menos acerca de sus propiedades medicinales. 
Dulumoco (Lauraria choriophilla) Posee valor alimenticio; sus frutos sirven de alimento a los pájaros y se venden en el mercado. 
Naranjuelo (Neea sp) Posee propiedades medicinal y maderable. La madera generalmente es dura y compacta, de textura fina y color blancuzco o amarillento. En medicina se emplean las hojas y raíz como remedios en cocimiento para calmar los nervios y producir sueño; elimina tumores y alivia las heridas.
Lenguevaca Tiene valor medicinal, se utilizan las ramas en cocción para baños; el polvo de la planta molida es usado para calmar el dolor de dientes y oídos.
Chocho (Ormosia sp) Presenta propiedades alimenticias, es melífera y recuperadora de suelos, sirve de sombrío en cafetales y es maderable de poco valor económico. 
Granizo (Hedyosmum bomplandianum) Posee valor medicinal; su aplicación es como tónicos y restauradores, empleando la infusión de la corteza, además son febrífugos; crecen en suelos frescos.
Higuerón (Maquira sp) Tiene propiedad medicinal y es maderable; es una de las especies más importantes de las Moráceas de uso terapéutico; la leche de higuerón y su derivado patentado “higueronia”, son populares en el país para eliminar los gusanos intestinales y la anemia tropical.
Yarumo (Cecropia peltata) Posee propiedades medicinales, es maderable; estudios realizados han demostrado que la cocción de las raíces y de las hojas es antibiliosa y la tintura extraída de estas, es tónico cardiaco; en infusión endulzada con azúcar o con miel de abejas, es antiasmático y eficaz en la movilidad nerviosa del cuerpo. 
Caimito (Chysiophyllun caimito) Es maderable, alimenticio y otros; la carne de sus frutos es casi insípida; tiene el inconveniente de ser muy manchosa y mucilaginosa; produce látex que sirve para la industria. 
Zurrumbo (Trema micrantha) Tiene propiedad medicinal además de poseer otros usos; su madera es blanda, usada como combustible (leña y carbón) y para fabricar yugos. En medicina, puesta en agua da un líquido opalino astringente, empleado en las úlceras que se forman en la boca, en el tubo digestivo y mucosa genital.

### Fauna

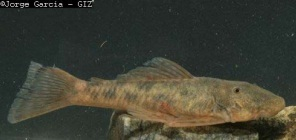
Pez Cucho. Nombre Científico: Chaetostoma fisheri Steindachne, Familia: Loricariidae, Orden: Siluriformes

El Municipio de Rioblanco presenta una gran diversidad en fauna como consecuencia de la variedad de paisajes fisiográficos, riqueza vegetal y diferencias de altura, (desde las 600 m s. n. m. hasta los 4400) 
Rioblanco es un municipio relativamente nuevo del Departamento del Tolima, en el cual se ha presentado en las dos últimas décadas una acelerada intervención por parte de hombres y mujeres, sobre el medio natural, provocando el deterioro de los recursos naturales y el hábitat de la fauna allí existente; con consecuencia, tales como la migración y/o desaparición de algunas especies animales y la llegada de nuevas. 
El Gobierno Nacional, mediante ley, creó el parque nacional natural Las Hermosas, esta área protegida en un sitio adecuado para el establecimiento y desarrollo de una gran cantidad de especies que se encuentran en vía de extinción tales como el oso de anteojos, la Danta, el Venado, conejo, entre otros. 
El Municipio de Rioblanco reporta un total de 75 especies pertenecientes a 15 órdenes y distribuidas en 34 familias. 
Mamíferos: Entre las especies de mamíferos reportadas en el municipio de Rioblanco, podemos encontrar mamíferos en muchos hábitats distintos y con regímenes alimenticios muy variados, pero generalmente se encuentran en bosques montañosos y bajos, deciduos y plantaciones, aparecen en grupos numerosos en espacios abiertos, bordes del bosque y jardines claros; Se alimentan con frutos, flores, néctar, rara vez se encuentran en cuevas, huecos o túneles.
| Nombre Vulgar   | Nombre Científico       | Familia         | Orden          |
| --------------- | ----------------------- | --------------- | -------------- |
| Oso de Anteojos | Tremaretos omatus       | Ursidae         | Carnívoro      |
| Danta de Páramo | Tapirus pinchaque       | Tapiridae       | Perissodactyla |
| Venado Conejo   | Pudu mephistaphiles     | Cervidae        | Artiodactyla   |
| Mono Aullador   | Alouatta seniculus      | Atelidae        | Mammalia       |
| Zarigüella      | Didelphis marsupialis   | Didelphidae     | Marsupiala     |
| Comadreja       | Mustela frenata         | Mustelidae      | Carnívoro      |
| Guagua          | Agouti taczanowiskii    | Agoutidae       | Rotudia        |
| Guagua Loba     | Dinamys branickii       | Dasypractidae   | Rotudia        |
| Puma            | Felis concolor          | Felidae         | Carnívoro      |
| Oso Hormiguero  | Tamandua sp             | Myrmecophoyidae | Edenata        |
| Perro de Monte  | Potos flavus            | Procynidae      | Carnívoro      |
| Conejo de Monte | Syvilagus floridanus    | Leporidae       | Lagomorfha     |
| Cafuche         | Tayassy pecari          | Tayassuidae     | Artiodactyla   |
| Trigrillo       | Felis pordalis          | Felidae         | Carnívoro      |
| Zorro           | Vulpini                 | Canidae         | Carnívoro      |
| Gato de Monte   | Urocyon cinereoargentus | Felidae         | Carnívoro      |
| Ñeque           | Dasyprocta fuliginosa   | Dasyproctidae   | Rodentia       |
| Ardilla         | Sciurus granatensis     | Sciuridae       | Rodentia       |
| Ratón Común     | Mus musculus            | Muridae         | Rodentia       |
| Murciélago      | Desmodus rotundus       | Desmontidae     | Chiroptera     |
| Armadillo       | Dacypus novemcingtus    | Dasypodidae     | Edenata        |
| Zahino          | Tayassu tajaco          | Tayassiudae     | Artiodactyla   |
| Oso Perezoso    | Choloepus andinus       | Choloepusdae    | Pilosa         |
| Ratón de monte  | Proechimys              | Echimyidae      | Rodentia       |
| Rata común      | Rattus                  | Muridae         | Rodentia       |
| Cusumbo         | Nausa nausa             | Procionadae     | Carnívoro      |

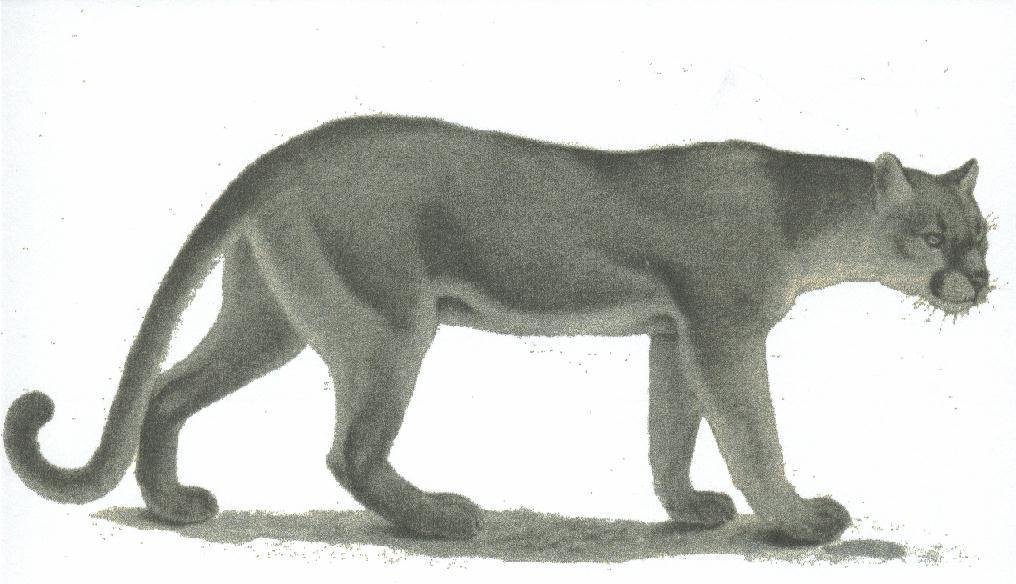
Puma	Nombre Científico: Felis concolor	Familia: Felidae	Orden: Carnívoro

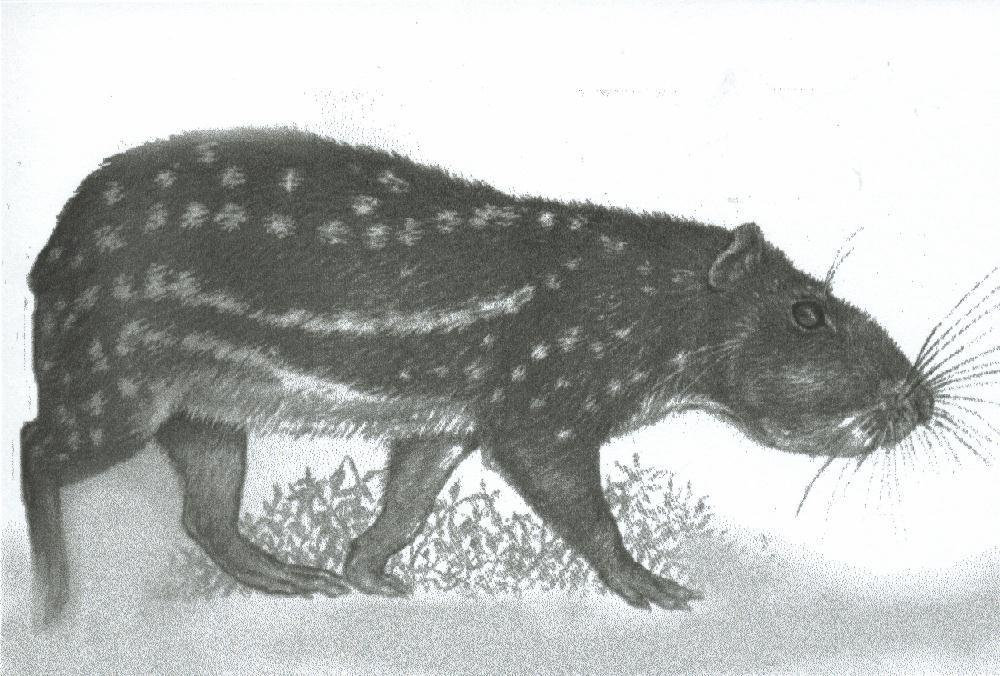
Guagua	Nombre Científico: Agouti taczanowiskii	Familia: Agoutidae Orden: Rotudia

Aves: Las especies de aves reportadas en el municipio de Rioblanco
| Nombre Vulgar          | Nombre Científico             | Familia       | Orden            |
| ---------------------- | ----------------------------- | ------------- | ---------------- |
| Águila Cuaresmera      | Buteo platypterus             | Aceipitridae  | Falconiformes    |
| Aguilucho              | Falco rufigularis             | Accipitridae  | Falconiformes    |
| Atrapamosca            | Thamorophilus doleatus        | Formicaridea  | Piciforme        |
| Azulejo Común          | Thraupis episcopus            | Thraupidae    | Passeriformes    |
| Barranquero            | Momotus momota                | momotidae     | coraciiformes    |
| Bichofue               | Pitangus sulphoratus          | Tyranide      | Coaciformes      |
| Búho                   | Pulsatrix sp                  | Stringidae    | Stringiforme     |
| Búho                   | Otus choliba                  | Stringidae    | Stringiforme     |
| Caicas                 | Caprimulgus longirostris      | Caprimulgidae | Caprimulgiformes |
| Caracara               | Polyborus plancus             | Falconidae    | Falconiformes    |
| Carpintero             | Piculos rubiginosa            | Picidae       | Piciformes       |
| Carpintero             | Piculos rivalli               | Picidae       | Piciformes       |
| Carpintero             | Dryocopus lineatus            | Picidae       | Piciformes       |
| Ciriguelo              | Crotophana ani                | Cuculidae     | Cuculiforme      |
| Colibrí                | Florisuga mellivora           | Trochilidae   | Apodiforme       |
| Colibrí                | Antharac othorax nigricollis  | Trochilidae   | Apodiforme       |
| Colibrí pico de Espada | Ensifera ensifera             | Trochilidae   | Apodiformes      |
| Cucarachero            | Tragadytes aedón              | Trorlodytidae | Passeriformes    |
| Chilacó                | Aramides cajanea              | Rallidae      | Gruiformes       |
| Gallinazo              | Coragyps atratus              | Catharidae    | Falconiformes    |
| Garrapatero            | Falco rufigularis             | Falconidae    | Falconiformes    |
| Garrapatero            | Crotophaga major              | Cuculidae     | Cuculiforme      |
| Garza                  | Egretta thula                 | Ardeide       | Ciconiformes     |
| Gavilán                | Buteo magnirrostris           | Accipitridae  | Falconiformes    |
| Halcón                 | Milivago chimachina           | Falconidae    | Falconiformes    |
| Lora verde de montaña  | Amazona ochrocephala          | Psittacidae   | Psittaciformes   |
| Lorito                 | Forpus conspicicillatus       | Psittacidae   | Psittaciformes   |
| Loro                   | Bolborhynchus ferrugineifrons | Psittacidae   | Psittaciformes   |
| Martín pescador        | Choloceryle americano         | Alcedinidae   | Coraciiforme     |
| Mirla Blanca           | Turdus leucomelas             | Turdidae      | Coaciformes      |
| Mirla Negra            | Turdus fuscater               | Turdidae      | Coaciformes      |
| Pato de Páramo         | Anas flavirostrus             | Anatidae      | Anseriformes     |
| Pato de Torrentes      | Merganetta armata             | Anatidae      | Anseriformes     |
| Perdiz                 | Colinus cristatus             | Phasianidae   | Galliformes      |
| Pericos                | Brotogeris jugularis          | Psittacidae   | Psittaciformes   |
| Pico de Plata          | Ramphocelus dimidiatus        | Thraupidae    | Passeriformes    |
| Toche                  | Icterus chrysater             | Icteridae     | Passeriformes    |
| Torcaza común          | Columbina talpacoti           | Columdidae    | Columbiformes    |
| Tucán                  | Aulacorhynchus prasinus       | Ramphastidea  | Piciformes       |
| Turpial                | Icterus chrysater             | Icteridae     | Coaciformes      |

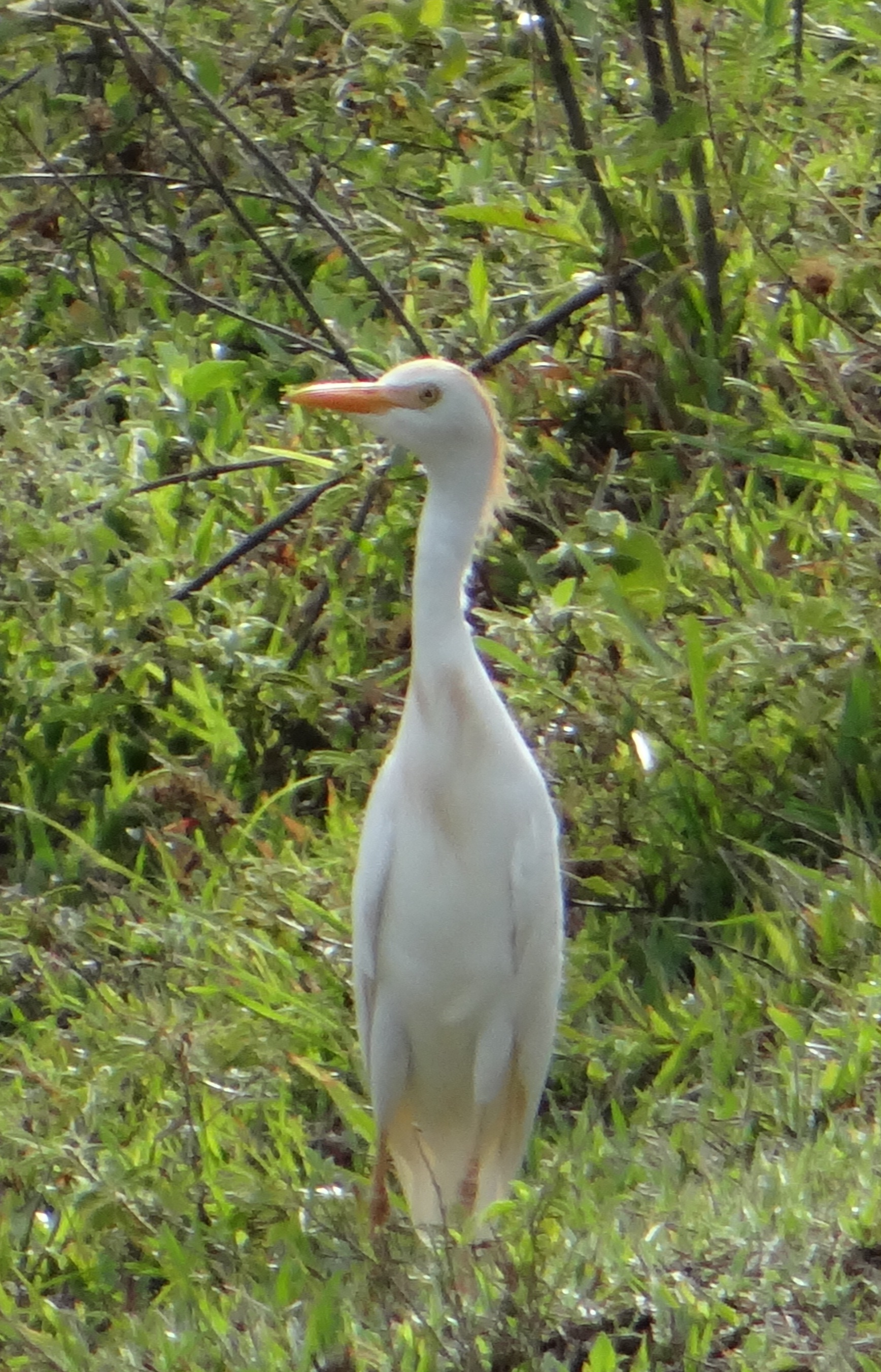
Garza. Nombre científico; Egretta thula. Familia; Ardeide. Orden; Ciconiformes

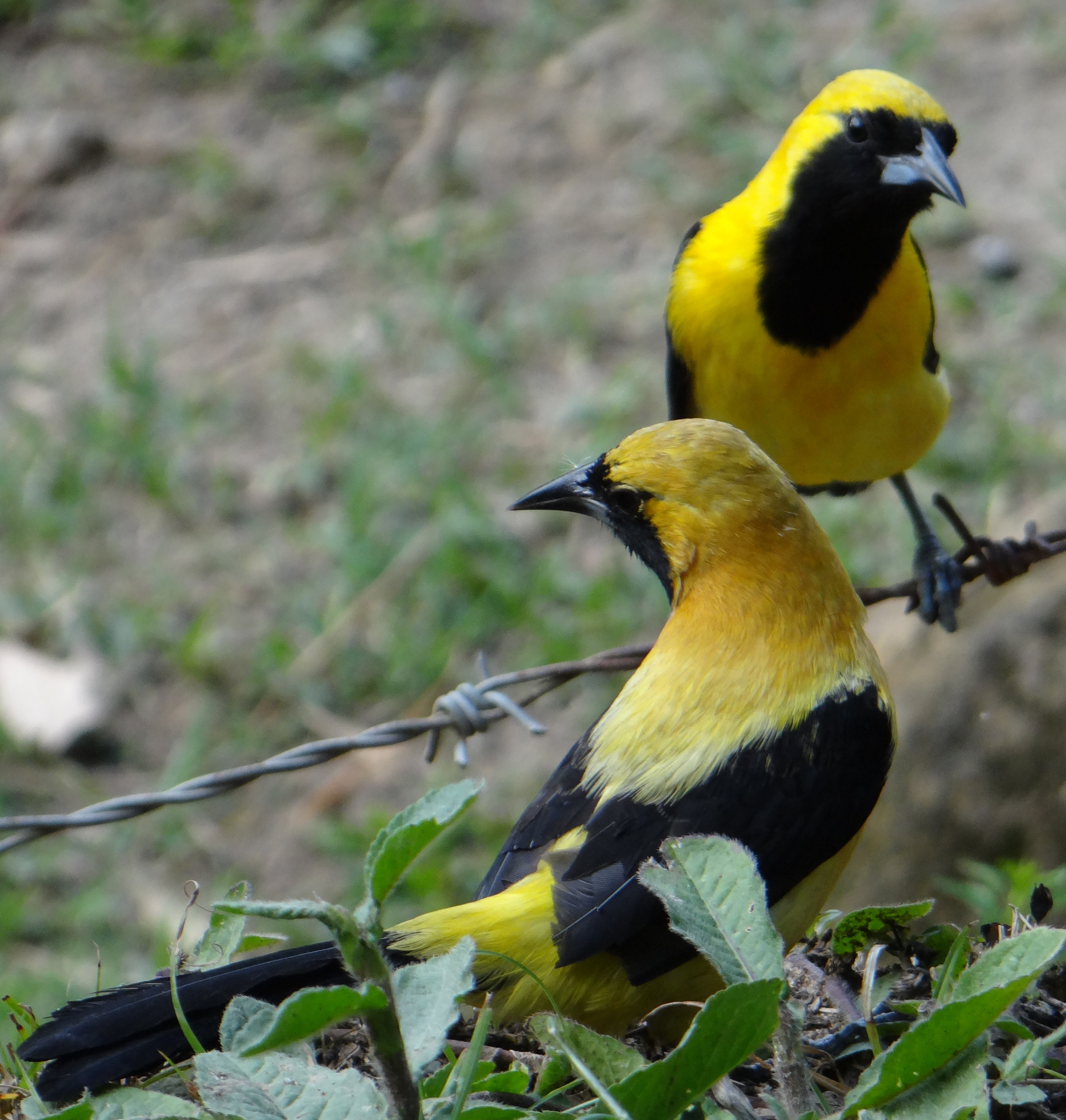
Toche. Nombre científico; Icterus Chrysater. Familia; Icteridae. Orden; Passeriformes

Teniendo en cuenta la cobertura vegetal, la existencia de dos Parques nacionales naturales, las condiciones climáticas y los diferentes pisos térmicos, favorecen la presencia de una alta biodiversidad de fauna para el municipio especialmente en aves.
Reptiles y Anfibios: los reptiles y anfibios encontrados en el municipio de Rioblanco

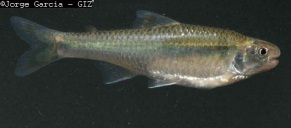
Pez Sardina. Nombre Científico: Bryconamericus tolimae, Familia: Characidae, Orden: Characiformes

| Nombre Común          | Nombre Científico   | Familia    | Orden    |
| --------------------- | ------------------- | ---------- | -------- |
| Iguana                | Iguana iguana       | Iguanidae  | Reptilia |
| Sapo                  | Bufo spinulosus     | Bufonidae  | Anura    |
| Serpiente Coral       | Erythromrus bizona  | Elapidae   | Squamata |
| Serpiente Toche       | Spilotes pullatus   | Colubridae | Squamata |
| Serpiente Voladora    | Oxibelis aeneus     | Colubridae | Squamata |
| Serpiente Cazadora    | Cleia cleia         | Colubridae | Squamata |
| Serpiente Talla X     | Bothrops atrox      | Viperidae  | Squamata |
| Serpiente Granadilla  | Leptophis ahaetulla | Colubridae | Squamata |
| Serpiente rabo de ají | Micrurus mipartitus | Elapidae   | Squamata |
| Serpiente Cascabel    | Crotalus durissus   | Viperidae  | Squamata |

Peces
| Nombre Común | Nombre Científico               | Familia       | Orden         |
| ------------ | ------------------------------- | ------------- | ------------- |
| Trucha       | Salmo gairdneri                 | Salmónido     | Salmoniforme  |
| Guilo        | Astroblepus grixalvii           | Astroblepidae | Siluriformes  |
| Cucho        | Chaetostoma fisheri Steindachne | Loricariidae  | Siluriformes  |
| Sardina      | Bryconamericus tolimae          | Characidae    | Characiformes |

## Espacio público rural

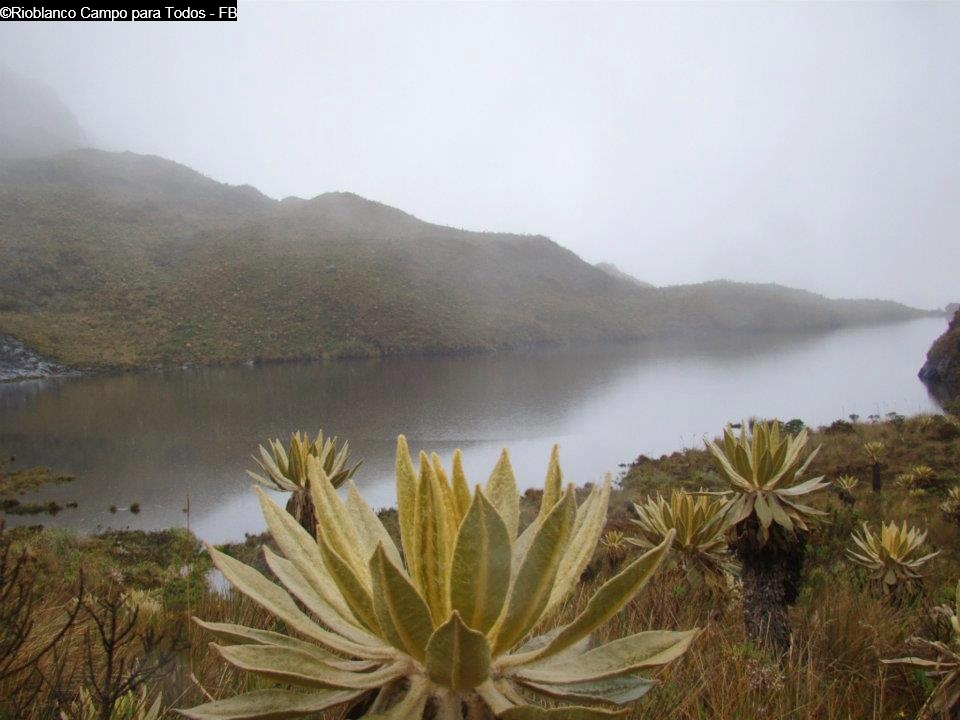
Laguna Negra - Páramo, parque nacional natural Las Hermosas

El espacio público rural corresponde a los Parques nacionales naturales; Las Hermosas y Nevado del Huila, lagunas como el Meridiano y las Olletas, los balnearios la Sardina ubicada sobre el río Saldaña en cercanías de la vereda Cambrín, la quebrada La Reina en la vereda Las Mercedes y en la vereda los Cristales sobre el río Hereje. 
No existe infraestructura para llegar a los Parques nacionales. Las comunidades ubicadas en el casco urbano y las veredas vecinas al mismo acuden al balneario La Sardina por intermedio del carreteable que del casco urbano conduce a la vereda Cambrin. Al balneario de las veredas Las Mercedes y los Cristales acuden la comunidad de Herrera por intermedio de los carretables municipales que conducen a las mismas.

## Áreas Protegidas
Parques nacionales
En el municipio de Rioblanco encontramos dos Parques nacionales naturales; Parque nacional natural Las Hermosas y parque nacional natural Nevado del Huila. Estas áreas Naturales protegidas corresponden el espacio geográfico con características paisajísticas y fisicobióticas singulares, que se hace necesario reservar con el fin de garantizar en el tiempo los valores que allí existen. En general buscan la conservación y protección de las muestras más valiosas y representativas del patrimonio natural. Algunos de los beneficios dentro de los cuales se destacan: 
- Conservación de la biodiversidad biológica 
- Protección de las cuentas Hidrográficas 
- Protección de los suelos 
- Control de la Erosión 
- Conservación de paisajes 
- Fomento de las actividades recreativas y turísticas 
- Protección del recurso genético 
- Provisión del espacio para la investigación 
- Brinda un espacio natural para la convivencia armónica del hombre con el medio natural 
- Proveer espacios naturales para la recreación y el ecoturismo 

## Sistemas de producción
En el municipio de Rioblanco encontramos cuatro sistemas de producción.
Sistema de Producción Cálido: 
Se encuentra desde los 600 hasta los 1.000 m s. n. m. donde se cultiva; cacao, caña panelera, yuca, maíz blanco, plátano dominico hartón y hartón y establecen potreros con pastos entre puntero, india, braquiaria, también se desarrolla una ganadería de tipo extensivo con razas de ganado como el Cebú, Criollo, Blanco Orejinegro y Jersey.
Sistema de producción Templado: se encuentra desde los 1.000 hasta los 2.000 m s. n. m. se realiza prácticas de producción de cultivos como, frijol arbustivo entre ellos el ICA 66, Calima, Algarrobo, chocho. Igualmente se produce café caturra y café arábigo, asociado con árboles tales como guamos y cambulos. Yuca, Aguacate, Caña panelera, maíz, café asociado con plátano, plátano dominico y dominico hartón. Frutales como Lulo. También se establece normalmente en las fincas pequeñas huertas caseras, en las cuales se siembra cebolla, zanahoria, cilantro, pepino, tomate, y potreros con pastos como Yaguara, Estrella, Puntero y Brachiaria para ganadería extensiva de razas como Cebú, Criollo, Normando, Jersey y Redpool.
Sistema de Producción Frío: se encuentra desde los 2.000 hasta los 3.200 m s. n. m. en el cual se produce cultivos como fríjol voluble entre ellos; Cargamanto rojo, Bolo, Sabanero, Radical y Cacho. Papa, cebolla, y pequeñas áreas frutales de clima frío como mora, tomate de árbol y curuba. Se establecen pastos como Kikuyo y Micay y Garretón, para el desarrollo de ganadería de tipo extensivo con razas como Normando, Holstein y Criollo. 
Sistema de Producción de Páramo: este sistema de producción, comprende áreas dedicadas a la ganadería de tipo extensivo con pocas cabezas de ganado por hectárea, con pastos como Azul orchoro, Garretón y Pajas de páramo. Sus cultivos se desarrollan en pequeñas áreas con un solo producto; Papa.
Principales sistemas productivos encontrados en cada una de las veredas del municipio de Rioblanco Tolima

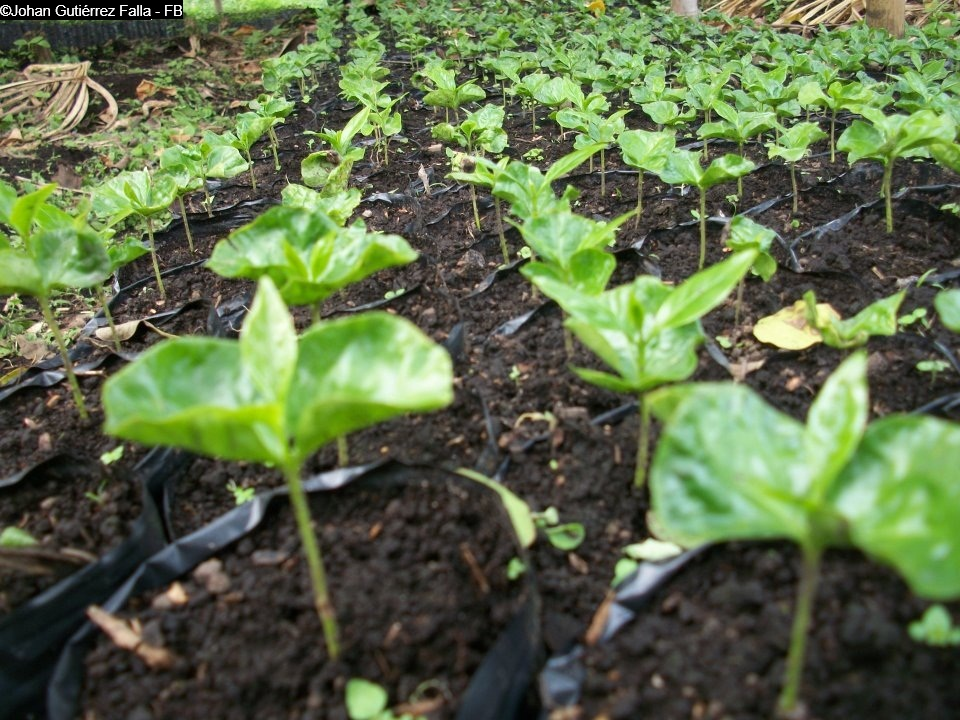
Semillero Café Borbon, Finca San Luis Herrera Tolima

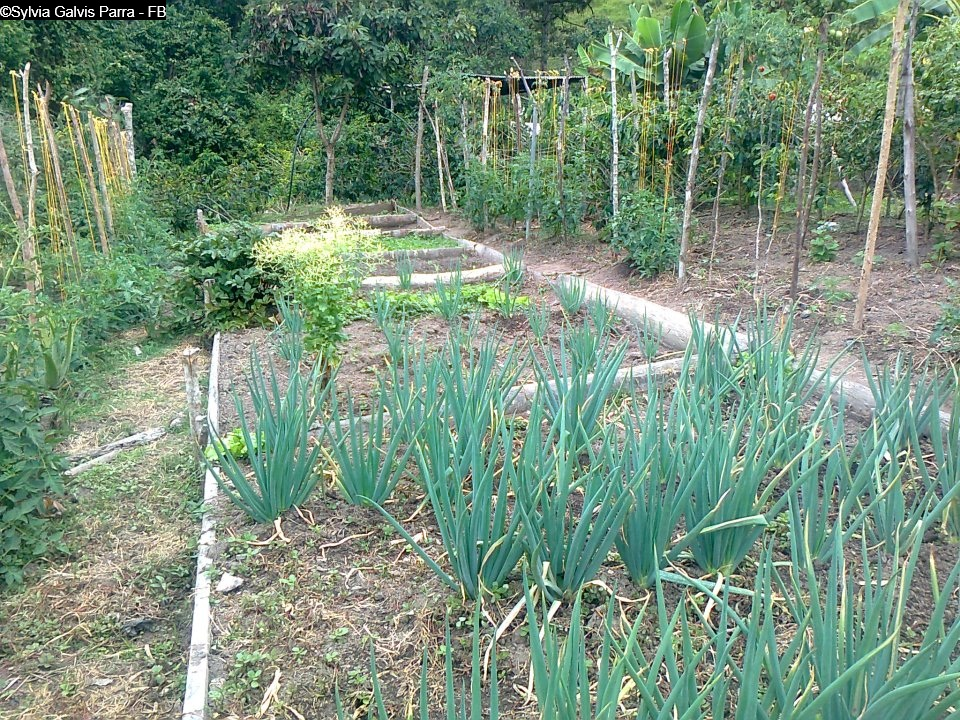
Huerta Casera, Finca la Albania, Vereda Marmajita

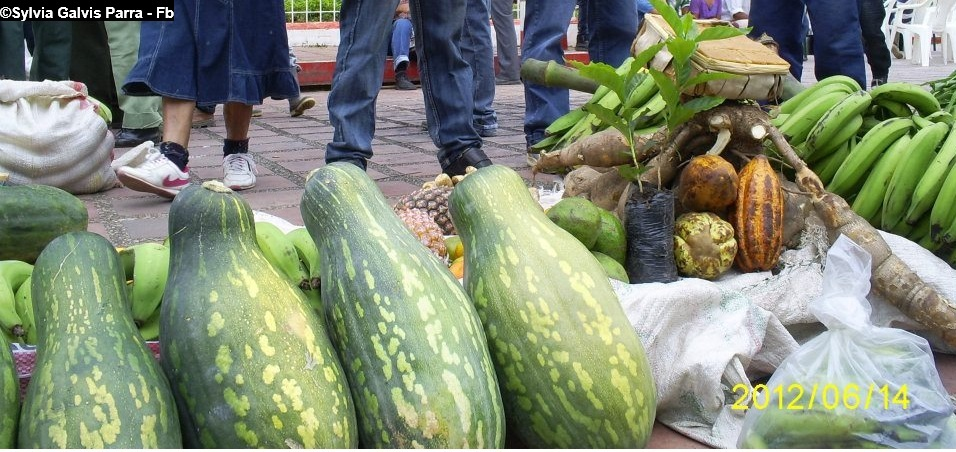
Productos cultivados en las distintas veredas de Rioblanco, listos para su comercialización

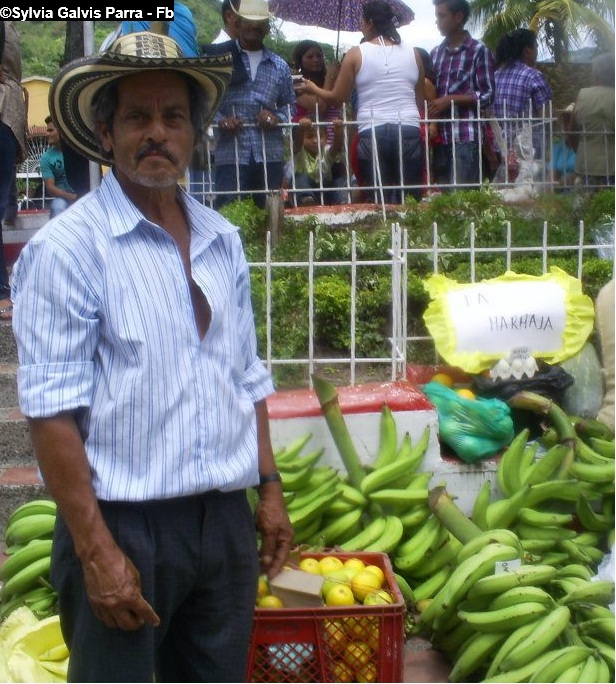
Agricultor pionero en el municipio de Rioblanco, exponiendo sus productos en la feria del campesino - Rioblanco

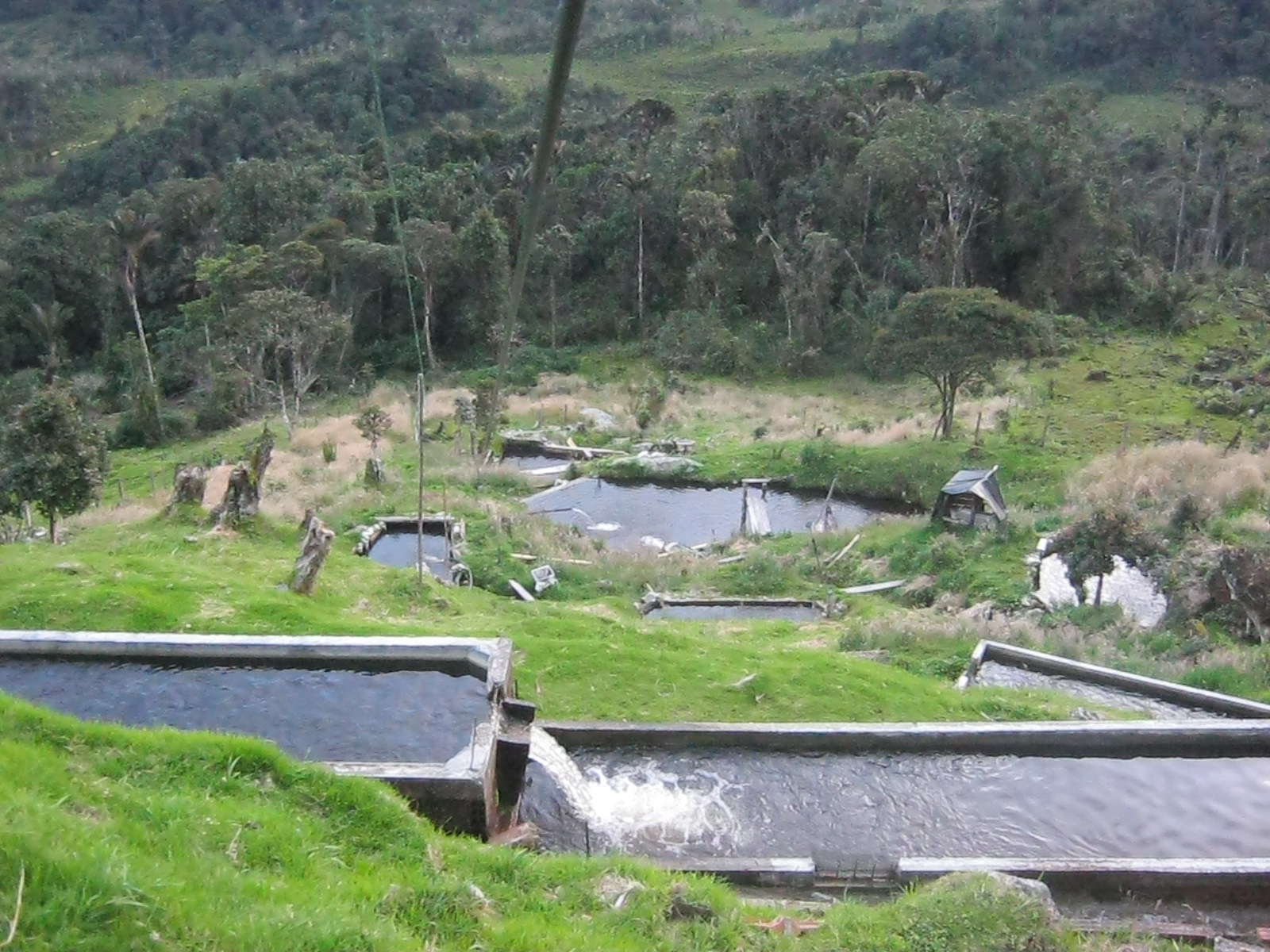
Cultivo de Trucha vereda las Mercedes en el núcleo veredal de Herrera

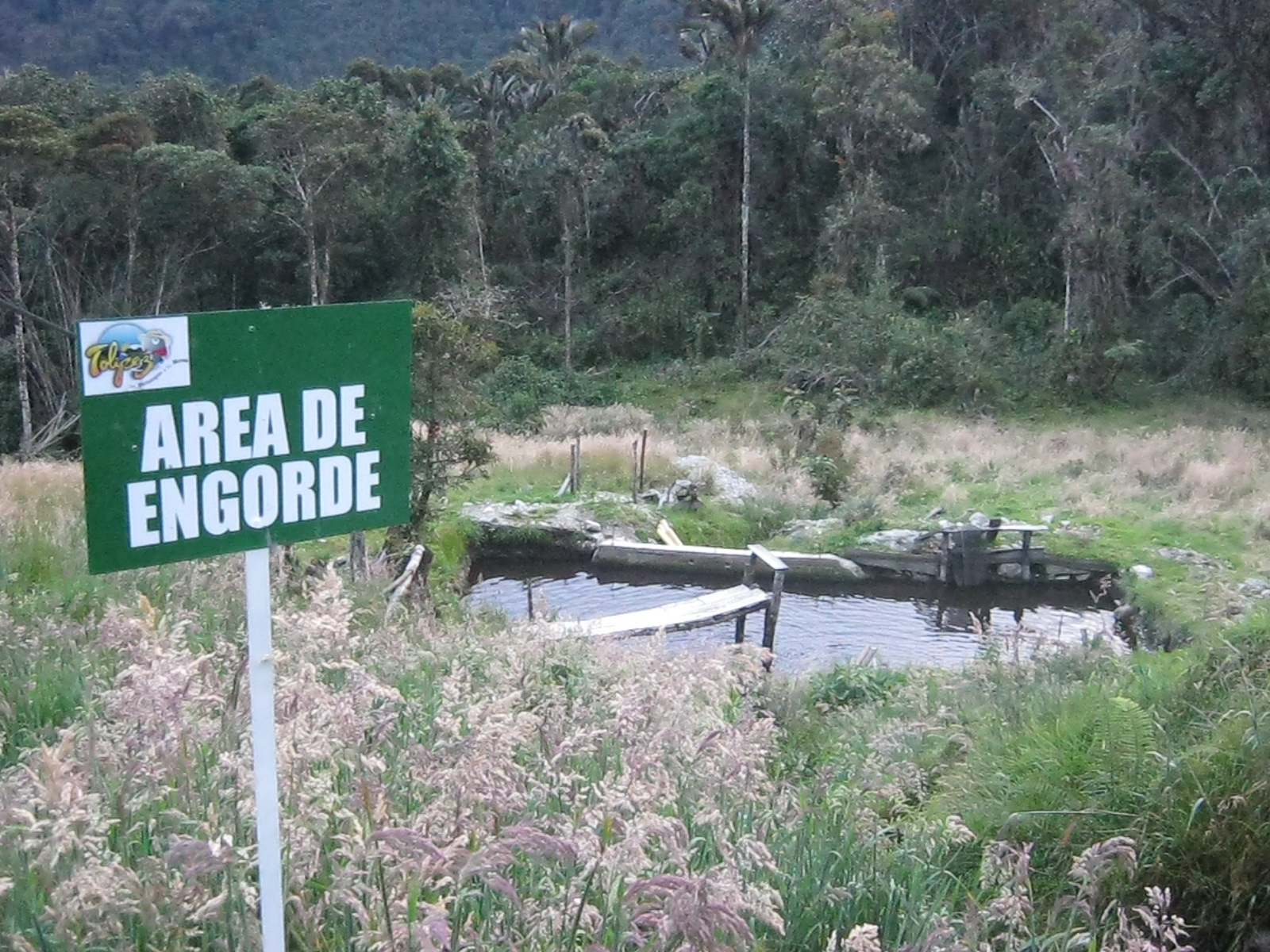
Área de engorde en Cultivo de Truchas, Vereda Las Mercedes en Núcleo Veredal de Herrera

| Vereda             | Sistemas Productivos                                                              |
| ------------------ | --------------------------------------------------------------------------------- |
| Agarre             | Café, ganadería, fríjol, aguacate, caña, plátano, maíz, yuca                      |
| Albania            | Ganadería, fríjol                                                                 |
| Alfonso Carrillo   | Café, ganadería, fríjol, maíz, caña                                               |
| Altagracia         | Café, plátano, aguacate, fríjol, maíz                                             |
| Alto Bonito        | Café, fríjol, plátano, maíz                                                       |
| Alto Palmichal     | Café, ganadería, plátano, maíz, fríjol                                            |
| Arabia             | Ganadería, cacao, café, fríjol, caña, plátano, maíz, yuca, aguacate, piscicultura |
| Argentina          | Ganadería, café, fríjol, maíz, Plátano, cacao                                     |
| Aurora             | Café, fríjol, plátano, maíz                                                       |
| Barbacoas          | Café, ganadería, plátano, maíz, fríjol                                            |
| Bejuqueros         | Ganadería                                                                         |
| Belalcazar         | Ganadería, cacao, maíz, fríjol                                                    |
| Bella Vista        | Café, fríjol, caña, plátano, maíz                                                 |
| Betania            | Cacao, ganadería, aguacate, café, plátano, fríjol, yuca                           |
| Bocas de Rioblanco | Aguacate, fríjol, plátano, ganadería, caña, maíz, yuca                            |
| Boqueron           | Café, plátano, ganadería, frijol, maíz, yuca                                      |
| Bosque             | Café, ganadería, fríjol, maíz                                                     |
| Buena vista        | Café, aguacate, fríjol, plátano, maíz, piña                                       |
| Buenos Aires       | Café, ganadería, caña, fríjol, plátano, maíz, yuca                                |
| Cambrín            | Aguacate, cacao, fríjol, ganadería, maíz, plátano                                 |
| Campo Hermoso      | Ganadería, café, fríjol, maíz                                                     |
| Campoalegre        | Café, fríjol, plátano, ganadería                                                  |
| Canelo             | Café, caña, ganadería, fríjol, maíz, aguacate, yuca                               |
| Castillo           | Ganadería, café, fríjol, plátano, maíz, caña                                      |
| Catalina           | Ganadería, café, fríjol, maíz, caña                                               |
| Cauchos            | Café, fríjol, ganadería, plátano, maíz                                            |
| Cedral             | Café, plátano, fríjol, maíz                                                       |
| Chele              | Cacao, ganadería, café, aguacate, fríjol, plátano, maíz, yuca, piscicultura       |
| Cristales          | Café, fríjol, ganadería, maíz                                                     |
| Cristalina         | Café, ganadería, aguacate, fríjol, caña, plátano, maíz, yuca                      |
| Cruz verde         | Café, ganadería, cacao, fríjol, maíz, plátano, yuca, piscicultura                 |
| Danubio            | Café, fríjol, caña, ganadería, plátano, yuca                                      |
| Darien             | Caña, café, fríjol, aguacate, plátano, maíz, ganadería, yuca                      |
| Delicias           | Café, fríjol voluble, aguacate, plátano                                           |
| Diamante           | Café, ganadería, aguacate, fríjol, plátano, maíz, yuca                            |
| Duda               | Café, fríjol, plátano, aguacate, maíz, caña                                       |
| Esmeralda          | Café, fríjol, ganadería, plátano, yuca                                            |
| Espejo             | Café, fríjol, plátano, maíz                                                       |
| Esperanza          | Café, cacao, aguacate, fríjol, plátano, maíz, yuca                                |
| Floresta           | Café, ganadería, fríjol, maíz, caña, plátano                                      |
| Fundadores         | Café, ganadería, plátano, fríjol, maíz, yuca, ahuyama                             |
| Gaitán             | Café, fríjol, ganadería, plátano, maíz                                            |
| Gallera            | Café, fríjol, ganadería, maíz, plátano, caña                                      |
| Guadaleja          | Café, fríjol, plátano maíz                                                        |
| Guayabos           | Café, fríjol, plátano, maíz                                                       |
| Horizonte          | Café, cacao, aguacate, fríjol, maíz, plátano, caña                                |
| Irlanda            | Café, aguacate, cacao, fríjol, maíz, plátano, ganadería, yuca                     |
| La Brecha          | Café, cacao, ganadería, aguacate, fríjol, maíz                                    |
| La conquista       | Fríjol, café, tomate de árbol, mora, ganadería                                    |
| La Cumbre          | Café, aguacate, cacao, fríjol, maíz, plátano, yuca                                |
| La Palma           | Ganadería, café, fríjol, maíz                                                     |
| La Playa           | Ganadería, fríjol, maíz, papa                                                     |
| La Reina           | Ganadería, papa                                                                   |
| Laguna             | Café, fríjol, ganadería, plátano, maíz                                            |
| Las Mercedes       | Café, plátano, fríjol, ganadería, maíz, piscicultura                              |
| Las Mirlas         | Café, plátano, aguacate, fríjol, maíz, ganadería                                  |
| Legía              | Café, ganadería, fríjol, maíz                                                     |
| Limones            | Café, aguacate, cacao, frijol, caña, plátano, maíz, yuca                          |
| Lindosa            | Café, fríjol, aguacate, caña, maíz                                                |
| Lirios             | Café, ganadería, fríjol, plátano, caña, maíz, aguacate                            |
| Los Alpes          | Café, plátano, aguacate, fríjol, maíz, ganadería, yuca                            |
| Los Ángeles        | Café, ganadería, caña, fríjol, maíz yuca                                          |
| Los Naranjos       | Café, fríjol, plátano, ganadería, maíz                                            |
| Manzanares         | Café, ganadería, fríjol voluble, maíz                                             |
| Maracaibo          | Café, fríjol, ganadería, plátano, maíz                                            |
| Marmaja            | Café, Cacao, Plátano, Ganadería, Frijol, Maíz                                     |
| Marmajita          | Cacao, ganadería, aguacate, plátano, fríjol, maíz, café, piscicultura             |
| Mesa de Palmichal  | Ganadería, cacao, maíz                                                            |
| Moral              | Café, fríjol, plátano, ganadería maíz                                             |
| Ocasión            | Café, fríjol, plátano, maíz, caña                                                 |
| Palma Seca         | Café, aguacate, fríjol, maíz, plátano                                             |
| Palonegro          | Café, plátano, aguacate, fríjol, maíz                                             |
| Peñas Blancas      | Café, fríjol, plátano, maíz                                                       |
| Placer             | Cacao, caña, café, fríjol, plátano, maíz                                          |
| Porfía             | Cacao, ganadería, aguacate, maíz, fríjol, plátano, yuca                           |
| Porvenir           | Café, aguacate, plátano, fríjol, Yuca                                             |
| Pradera            | Café, ganadería, fríjol, plátano, caña                                            |
| Primavera          | Café, fríjol, ganadería, plátano, maíz                                            |
| Puerto Saldaña     | Fríjol, aguacate, cacao, café, maíz, plátano                                      |
| Quebradón          | Café, plátano, fríjol, maíz, aguacate                                             |
| Rionegro           | Café, fríjol, plátano, maíz                                                       |
| Rioverde           | Café, plátano, fríjol, caña                                                       |
| San Francisco      | Caña, café, fríjol, cacao, aguacate, plátano, yuca, maíz                          |
| San Isidro         | Café, cacao, aguacate, fríjol, maíz                                               |
| San Jorge          | Cacao, aguacate, plátano, ganadería                                               |
| San José Lindoza   | Café, fríjol, ganadería, maíz                                                     |
| San Mateo          | Café, fríjol, plátano, ganadería, maíz                                            |
| San Miguel         | Café, ganadería, plátano, fríjol, maíz                                            |
| Santafé            | Café, ganadería, aguacate, fríjol, maíz                                           |
| Tolima             | Café, ganadería, fríjol, plátano, maíz                                            |
| Topacio            | Café, fríjol, aguacate, caña, plátano, maíz, yuca                                 |
| Truinfo            | Café, fríjol, ganadería, caña, aguacate, maíz                                     |
| Unión              | Café, plátano, fríjol, maíz                                                       |
| Uribe              | Café, fríjol, ganadería, plátano, maíz                                            |
| Verbena            | Café, fríjol, ganadería, maíz                                                     |
| Vergel             | Café, caña, fríjol, ganadería, maíz, plátano                                      |
| Vista Hermosa      | Café, fríjol, maíz, ganadería, plátano, caña                                      |
| Yarumales          | Ganadería, fríjol, café, maíz                                                     |

## Economía

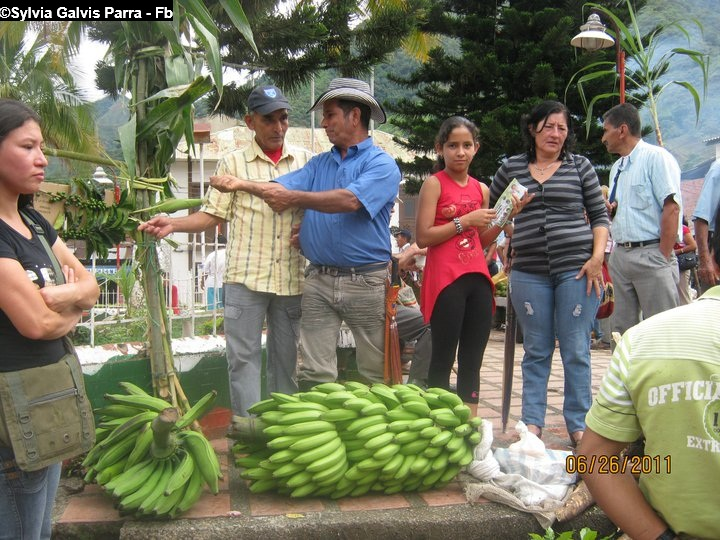
Día del Campesino en plaza central del Municipio de Rioblanco, exposición de Productos

El Entorno urbano se caracteriza por presentar una concentración de población alrededor del núcleo urbano de la cabecera Municipal, que ofrece una serie de servicios a sus habitantes y cuya actividad económica se centra en el comercio y servicio. El sector rural presenta una población dispersa con dos excepciones como son los centros poblados rurales de: Herrera y Gaitán, el municipio cuenta con 97 veredas, siendo estos centros menores de comercio y servicios, las actividades del sector rural se centran económicamente en el sector primario, especialmente ganadería y agricultura. 
El casco urbano del Municipio tiene importancia a nivel local por los servicios que presta no sólo a su población sino también a los habitantes del sector rural, de igual manera, el área rural le sirve a la urbana, como despensa para obtener la materia prima y los alimentos. Igual situación se presenta en los centros poblados rurales ya mencionados. Lo anterior define una interdependencia entre los sectores urbanos y rurales, dando lugar a relaciones de flujo y vínculos entre ellos como respecto a una serie de necesidades que surgen por falta de algunos servicios en el área rural y de materias primas para la Ciudad.
Por las condiciones físicas, geológicas, geomorfológicas, suelos, topografía, clima y relieve que se dan en el Municipio, existen sectores que ofrecen características propias para el desarrollo de las diferentes actividades económicas. 
Las principales actividades económicas en orden de importancia son: La Agricultura y la ganadería (Carne y leche), a nivel general se observa que la población trabaja en su misma vereda y que existe una alta movilidad poblacional especialmente en época de cosecha de café, primordialmente la principal que sucede en los meses de abril y mayo.
Los habitantes de los espacios rurales y urbanos, acuden al casco urbano del municipio, puesto que allí se encuentran: Servicios hospitalarios de nivel 1, servicios religiosos, Servicios Bancarios (Banagrario y PAC Bancolombia), plaza de mercado, centros de comercio de víveres y abarrotes, comercio de prendas de vestir, Compras de Café, Cacao, Maíz y Fríjol, Notaría, Juzgado, Fiscalía, inspección de Policía y tránsito y la Administración Municipal.

## Festividades

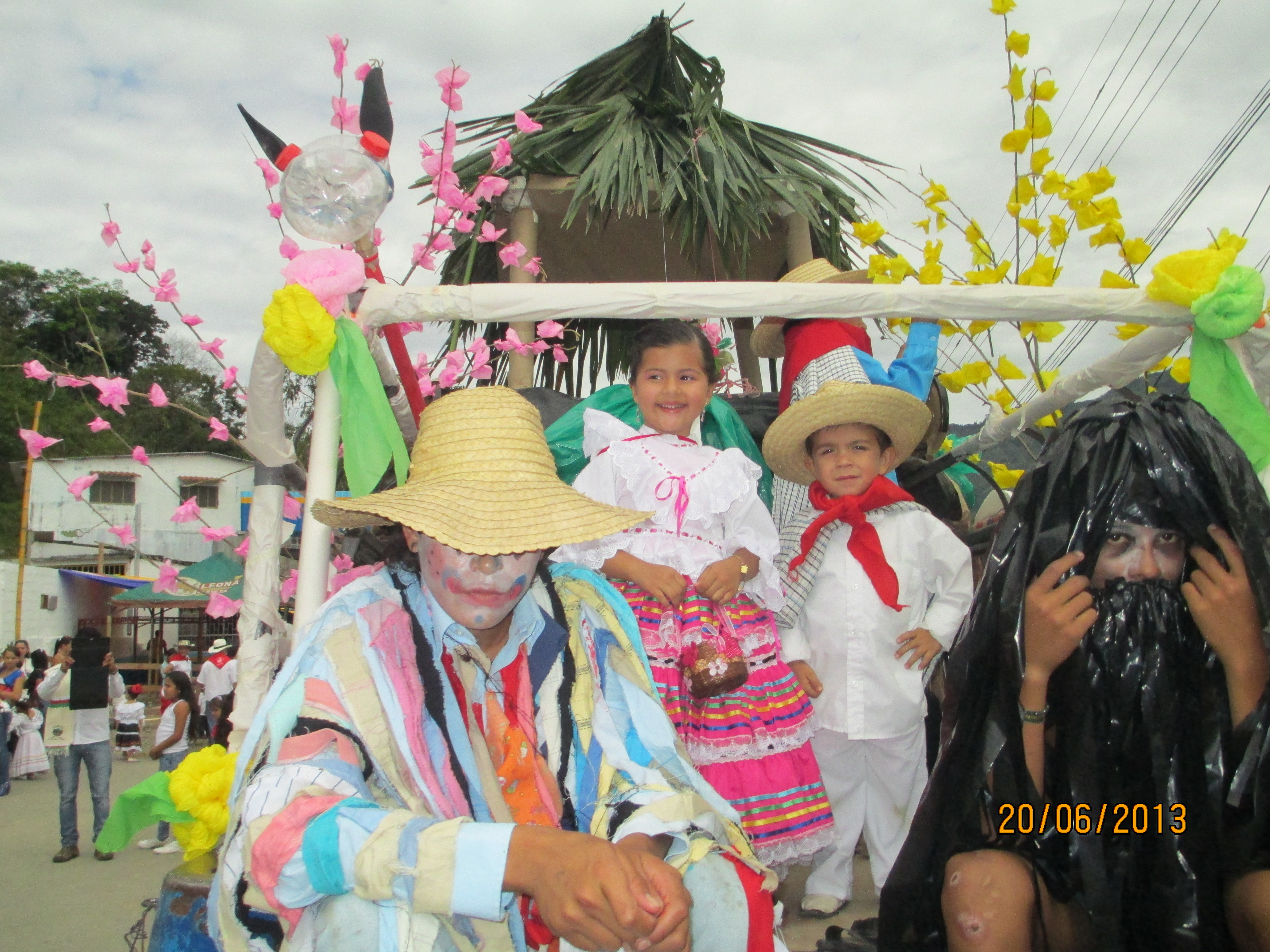
Celebración San Juanerito, apertura de las Ferias y fiesta del Campesino en Rioblanco

El municipio de Rioblanco, se complace en desarrollar el evento Ferias y fiesta del Campesino. Festividad llevada a cabo el fin de semana más cercano al 24 de junio cada año (fiesta de San Juan), comenzando desde el día viernes en la mañana con el desfile del San Juanerito encabezado por los niños y terminando con el baile popular la noche del día lunes. en el transcurso de la celebración, se puede disfrutar de un cómodo paquete de programación donde el eje central es el Trabajador Campesino, sin dejar de resaltar folclor Rioblancuno.

## Movilidad
Aéreas: En el centro poblado Herrera existe una pista de aterrizaje perteneciente al Departamento Administrativo de la Aeronáutica Civil para pequeñas aeronaves con una longitud aproximada a los 500 metros.
Terrestres: La ruta de comunicación terrestre de nuestro municipio, desde la ciudad de Ibagúe es por la vía Gualanday-Espinal-Guamo-Ortega-Chaparral-Rioblanco. El Casco Urbano está situado a 231 km desde Ibagué y 296 km desde Bogotá. En un tiempo aproximado de 5 horas y 6.5 horas respectivamente en autobús.
En el trayecto Ibagué - Rioblanco, se encuentra un peaje:
Peaje de Gualanday
En el trayecto Bogotá - Rioblanco, se encuentran tres peajes:
Peaje Río de Bogotá,
Peaje Chinauta,
Peaje Espinal
Las principales Empresas Transportadoras se encuentran en el módulo 4 del Terminal de Ibagué, y en el módulo 1 del Terminal Salitre de Bogotá.
Vías Intermunicipales o Secundarias
El municipio de Rioblanco está comunicado con el municipio de Chaparral por una carretera departamental que tiene una longitud de 54 km. El 60% se encuentra pavimentada, el otro 40% se encuentra sin pavimentar en aceptable estado.
Existe otra vía intermunicipal que comunica el casco urbano con el municipio de Planadas, que tiene 70 km de longitud, sin pavimentar y su estado es de aceptable a regular. 
Red Vial Municipal o Vías Terciarias
| Procedencia | Destino                              | Distancia |
| ----------- | ------------------------------------ | --------- |
| Rioblanco   | La Esperanza – La Profunda           | 10 km     |
| Rioblanco   | Cruz Verde                           | 6 km      |
| Rioblanco   | Alto Palmichal                       | 8 km      |
| Rioblanco   | La Marmaja – El Fogón                | 6 km      |
| Rioblanco   | San Jorge – Chele                    | 2 km      |
| Rioblanco   | Quebradón – Unión – Altagracia       | 15 km     |
| Rioblanco   | Santafé – Tolima – Gaitán            | 32 km     |
| Rioblanco   | La Ocasión – Maracaibo               | 44 km     |
| Rioblanco   | Puerto Saldaña – Diamante – Herrera  | 50 km     |
| Rioblanco   | San Francisco – Darién - Uribe       | 23 km     |
| Rioblanco   | Betania – Lindosa – San José Lindoza | 20 km     |
| Herrera     | Diamante - Agarre                    | 20 km     |
| Herrera     | Barbacoas                            | 7 km      |
| Herrera     | Campohermoso                         | 10 km     |
| Herrera     | La Línea (construidos)               | 29 km     |